# Bagarmossen
Bagarmossen är en stadsdel i Söderort i Stockholms kommun och tillhör Skarpnäcks stadsdelsområde. Stadsdelen gränsar till Kärrtorp i norr, Skarpnäcks gård i syd och sydväst samt till Nacka kommun i öster. 
Förutom Byälvsvägen, som byggdes runt 1970, är i stort sett hela Bagarmossen en välbevarad 1950-talsförort. Bagarmossen fick ett visst internationellt erkännande då stadsdelen byggdes tack vare en konsekvent separering av gång- och vägtrafik med många gångvägar och gångtunnlar, och att husen väl följer naturen. 
De gamla områdena från 1950-talet består av en blandning av låga flerfamiljshus och småhus- respektive radhusområden. I Bagarmossen finns två grundskolor: Bagarmossens skola och Brotorpsskolan. Kommunen planerar en utbyggnad av Bagarmossen och Skarpnäck fram till år 2030 med cirka 2 500 bostäder inklusive en ny skola.

## Namnets ursprung

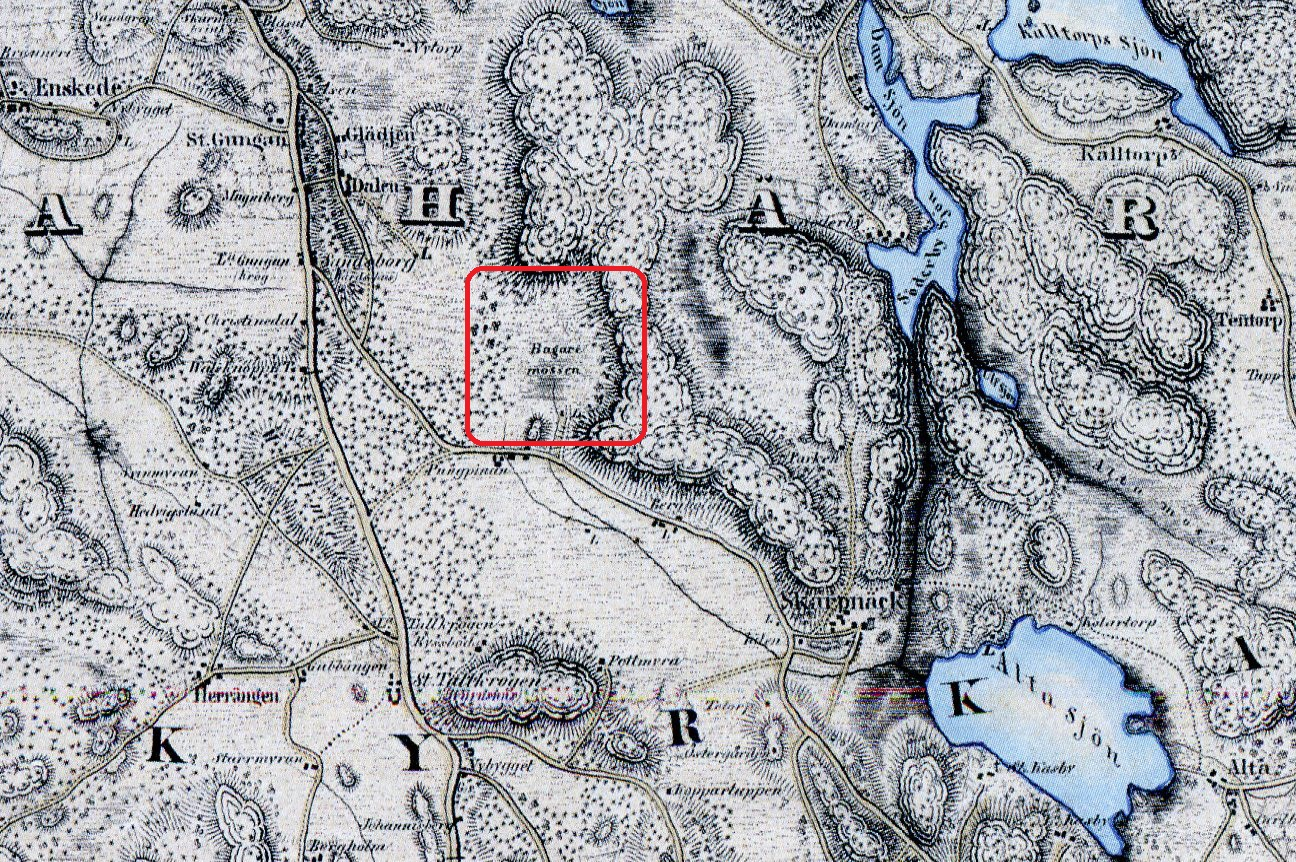
Del av Carl-Oscar Funcks karta från 1846 med "Bagaremossen" i röd ram.

På kartografen Carl-Oscar Funcks topografiska karta över Stockholm med omnejd från 1846 hittar man namnet Bagaremossen som benämning på den då sanka äng som låg väster om nuvarande Bagarmossen. På ängen finns i dag småhus byggda på 1920-talet utmed bland annat Kanslersvägen, Riksrådsvägen och Drotsvägen.
Namnet har sitt ursprung i hovbagaren Nils Lychous (1724–1800) arrende av mossen under 1790-talet av ägaren till Skarpnäcks gård, familjen von Schantz. Arrendekontraktet skrevs tillsammans med klädesfabrikanten på Barnängsfabriken vid Hammarby sjö, kommerserådet Carl Gustaf Apiarie. Mossen som vid den här tiden kallades både Pungpina mosse och Pungpinakärret men också Skarpnäcksmossen, blev utdikad och uppodlad. 
Det är möjligt att också Lychous svåger, bagareåldermannen Johan Röhl, har sin del i ursprunget till namnet. De två bagarna hade tidigare låtit göra markarbeten i trakten vid mossen för att leda ut vattnet från de stora sankmarker som bredde ut sig mot Enskede och Lilla Sickla. Lejda dalkarlar grävde diken och bergsprängning förekom också. Vattnet skulle lättare kunna rinna mot Skarpnäcks åkrar och ängar (det fanns vissa tider en hålldamm åt det hållet också) för att sedan i grävda gravar rinna till Ältasjön. Från Ältasjön flöt vattnet vidare till industrierna i Nacka Ström där bagarna ägde och arrenderade tre mjölkvarnar.
En uppteckning från 1930-talet hos Språk- och folkminnesinstitutet berättar om en inte namngiven bagare som odlade upp mossen. Senare forskning har givit en fylligare bild av bakgrunden till namnet Bagarmossen. Det bör samtidigt nämnas att bagaren inte var ägare till Skarpnäck, vilket också är en uppgift som uppteckningen innehåller.

## Historia

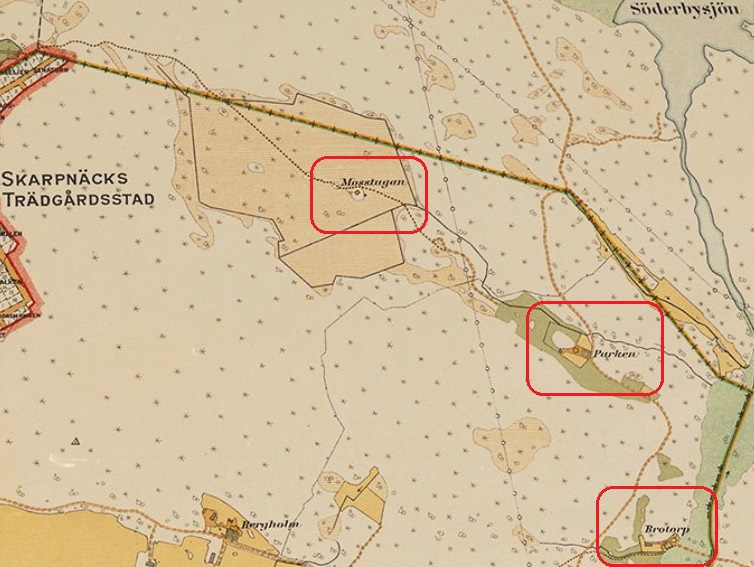
Karta från 1929 med Mosstugan, torpet Parken och Brotorpet.

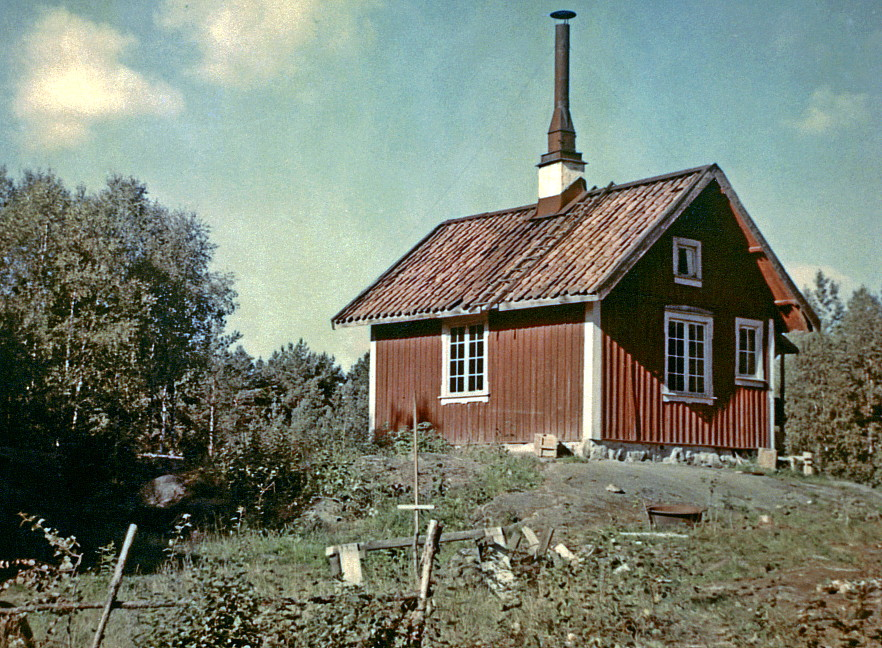
Mosstugan revs 1951.

Marken som idag utgör Bagarmossen ingick i ägorna för Skarpnäcks gård. I nordöstra delen av nuvarande Bagarmossen anlades 1839 Torpet Parken som låg ungefär mellan husnummer 14 och 18 vid Letstigen och var bebott till dess det stora radhusområdet byggdes i mitten av 1950-talet. Det användes mest som skogvaktartorp. 
Ungefär mitt i nuvarande Emågatan utanför nummer 41 låg en mindre byggnad, Mosstugan. Byggnaden uppfördes under tidigt 1900-tal och fungerade som tillfällig skogsarbetarbostad. Från 1935 till 1951, då stugan revs, arrenderades stugan av orienteringsklubben Goterna och fungerade som raststuga. Stugan gav sitt namn åt kvarteret Mosstugan (Emågatan 41-49).
Det tredje torpet inom nuvarande Bagarmossen är Brotorp och finns fortfarande bevarat. Det omnämns första gången år 1677 och hette då Brostugan. Den lilla byggnaden ligger inom Nackareservatets Stockholmsdel, nära Ältaån och var liksom torpet Parken ett av cirka 20 statartorp under Skarpnäcks gård.
Skarpnäcks gård köptes av Stockholms stad 1922. 1934 blev området en del av den inte längre existerande stadsdelen Skarpnäck. 1963 blev detta område en ny stadsdel med namnet Bagarmossen. Namnet Bagarmossen användes innan för nästan samma område, men även Riksrådsvägens radhusområde sågs först ligga inom Bagarmossen. Bagarmossen var också namn på slutstationen för tunnelbanan som öppnade 1958. 1959 ändrades gränsen i norr mellan Nacka och Stockholm så att området blev större. Tidigare gick gränsen i parken mellan Emågatan och nuvarande Byälvsvägen.
I slutet av 1940-talet började planerna att bebygga Bagarmossen att realiseras. Bagarmossen ingick i den stadsplanering som utformats utifrån beslutet att bygga tunnelbana i Stockholm – skapandet av tunnelbaneorter. Vid samma tid planerades även Kärrtorp enligt denna plan. Omkring 1952 stod en stor del av dagens Bagarmossen klar, men man fortsatte bygga under hela 1950-talet.
Bagarmossen var på 1950- och 1960-talen en barnrik förort, där parklekarna var en viktig samlingspunkt för barnen och mer levande än nu. Parkleken Tråget ligger i öster mellan Rusthållarvägen och Svartågatan, parkleken Brödkaveln norr om centrum vid Emågatan och parkleken Skölden i väster vid Riksrådsvägen.
Strax söder om Tråget i kvarteret Gästfriheten fanns ett litet centrum vars sista affär lades ned i början av 2000-talet, varefter butiksytorna gjorts om till bostäder.
Under 2000-talet har Bagarmossen genomgått en omfattande gentrifiering.

### Historiska bilder

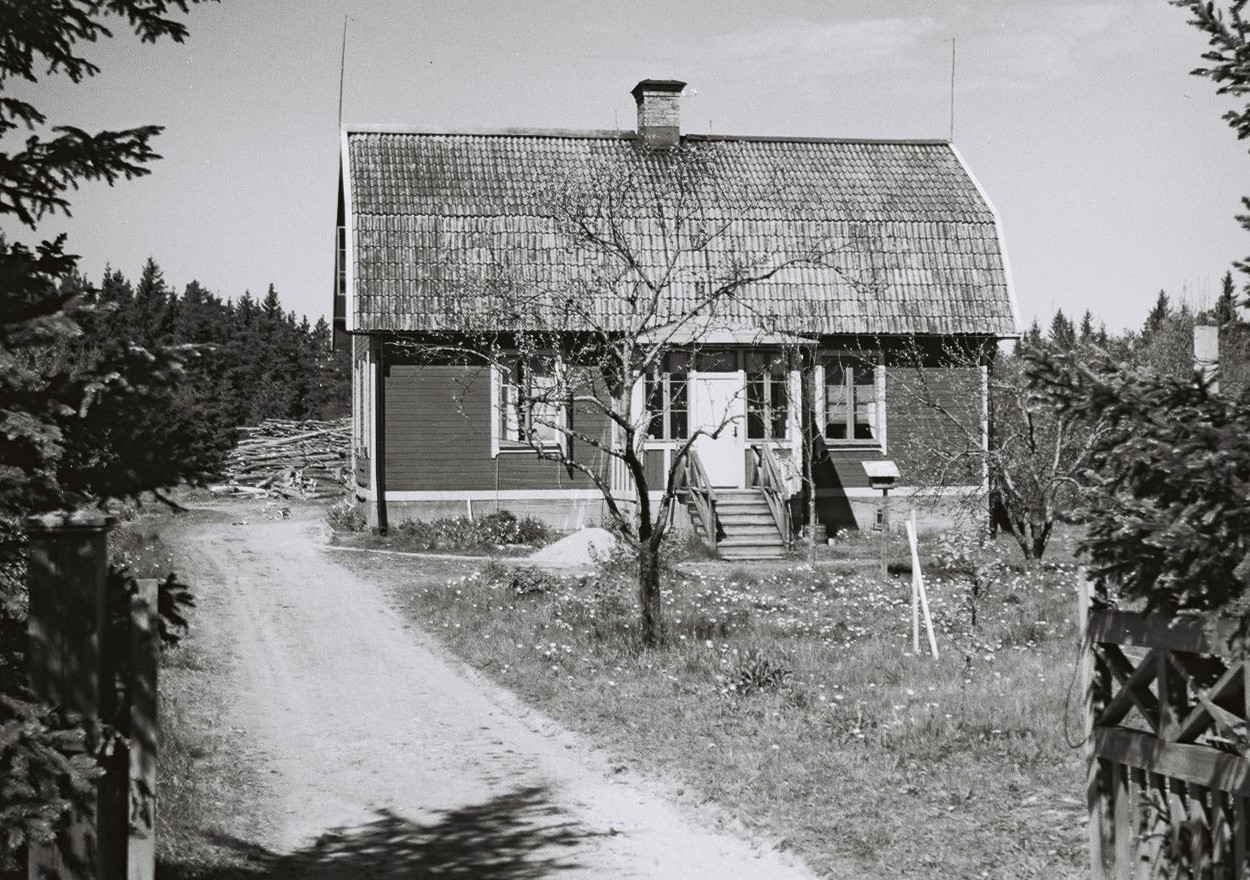
Torpet Parken 1949 revs 1956.
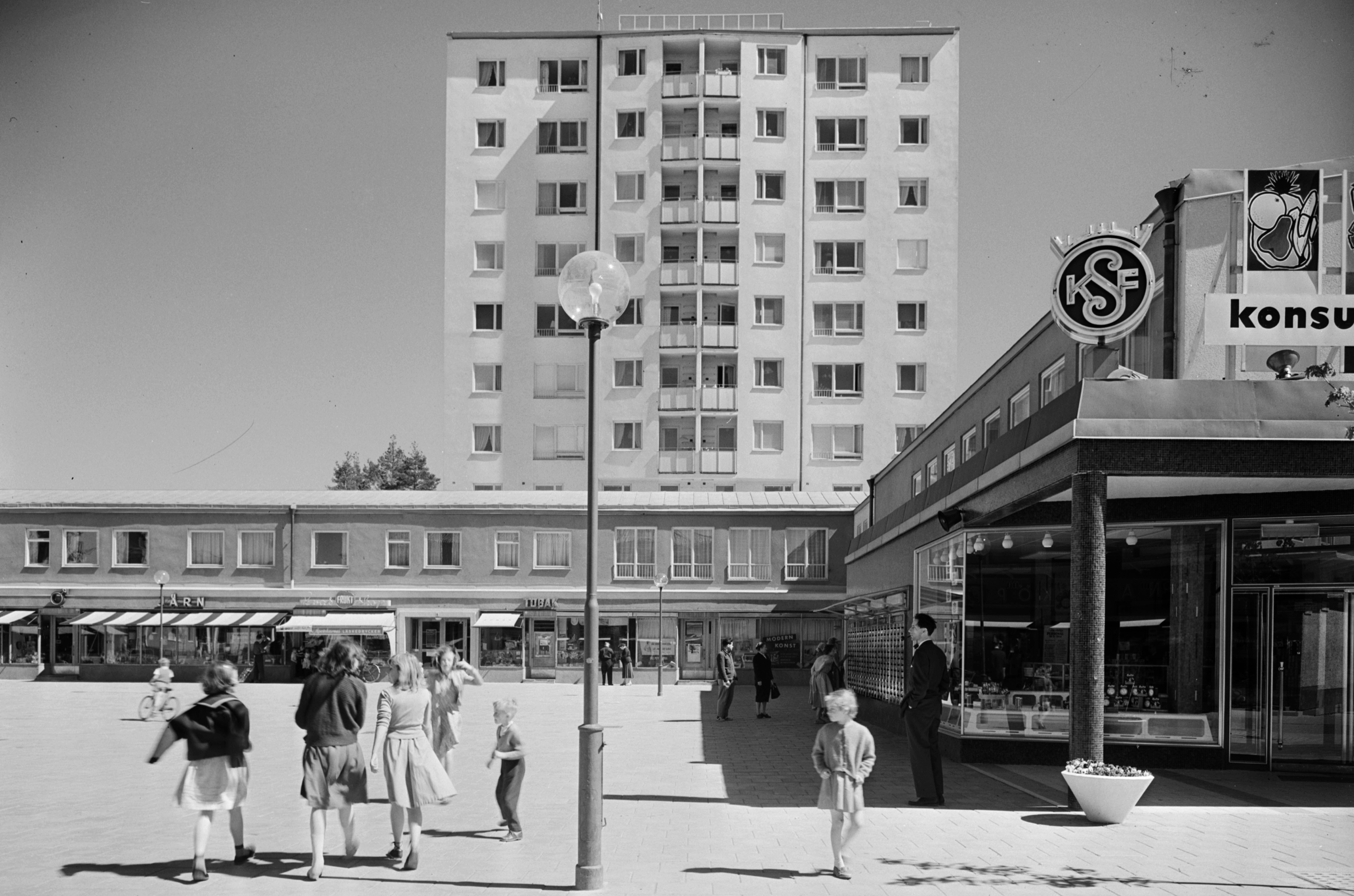
Bagarmossens centrum på 1950-talet
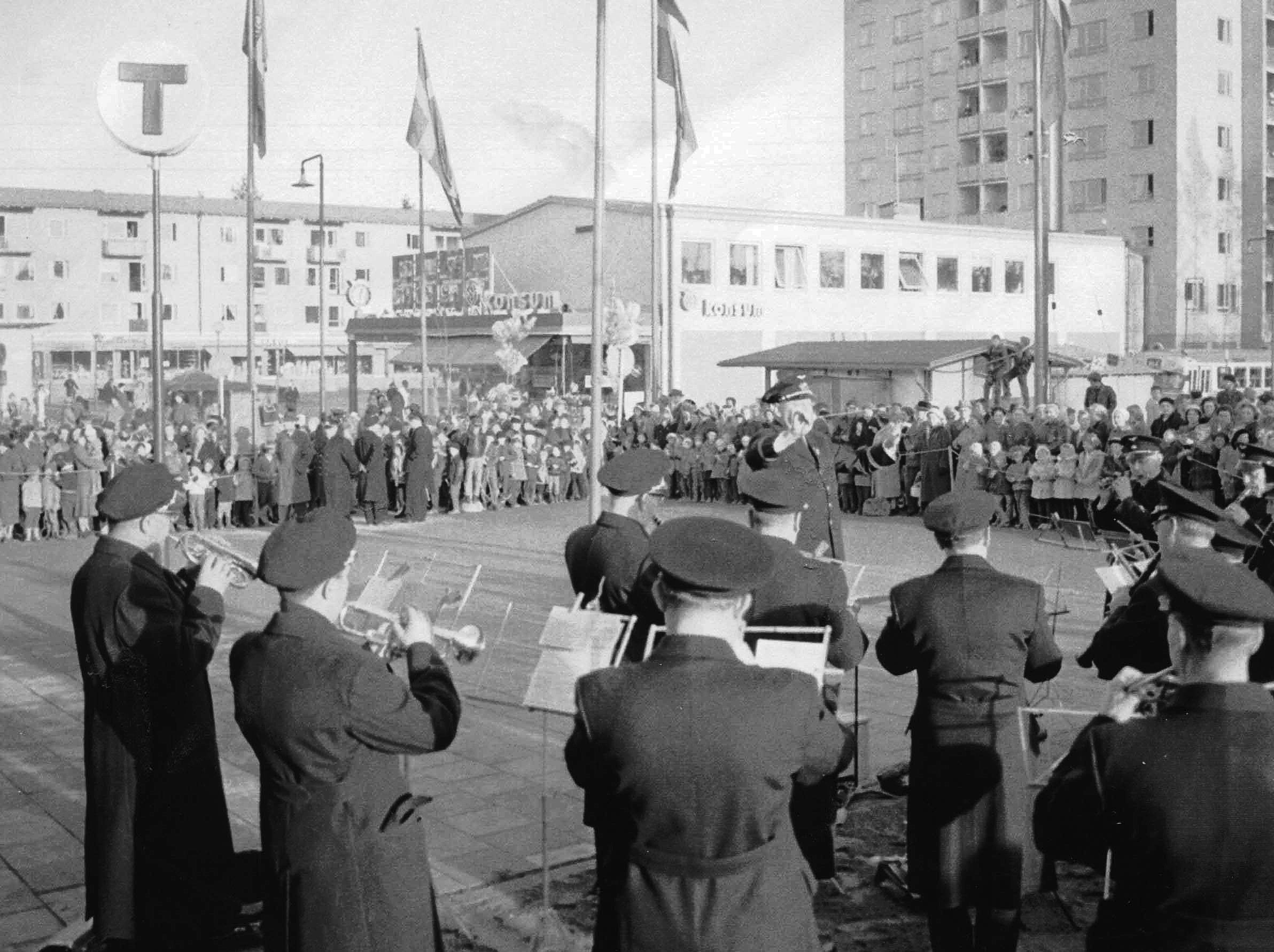
Invigning av tunnelbanan 1958.
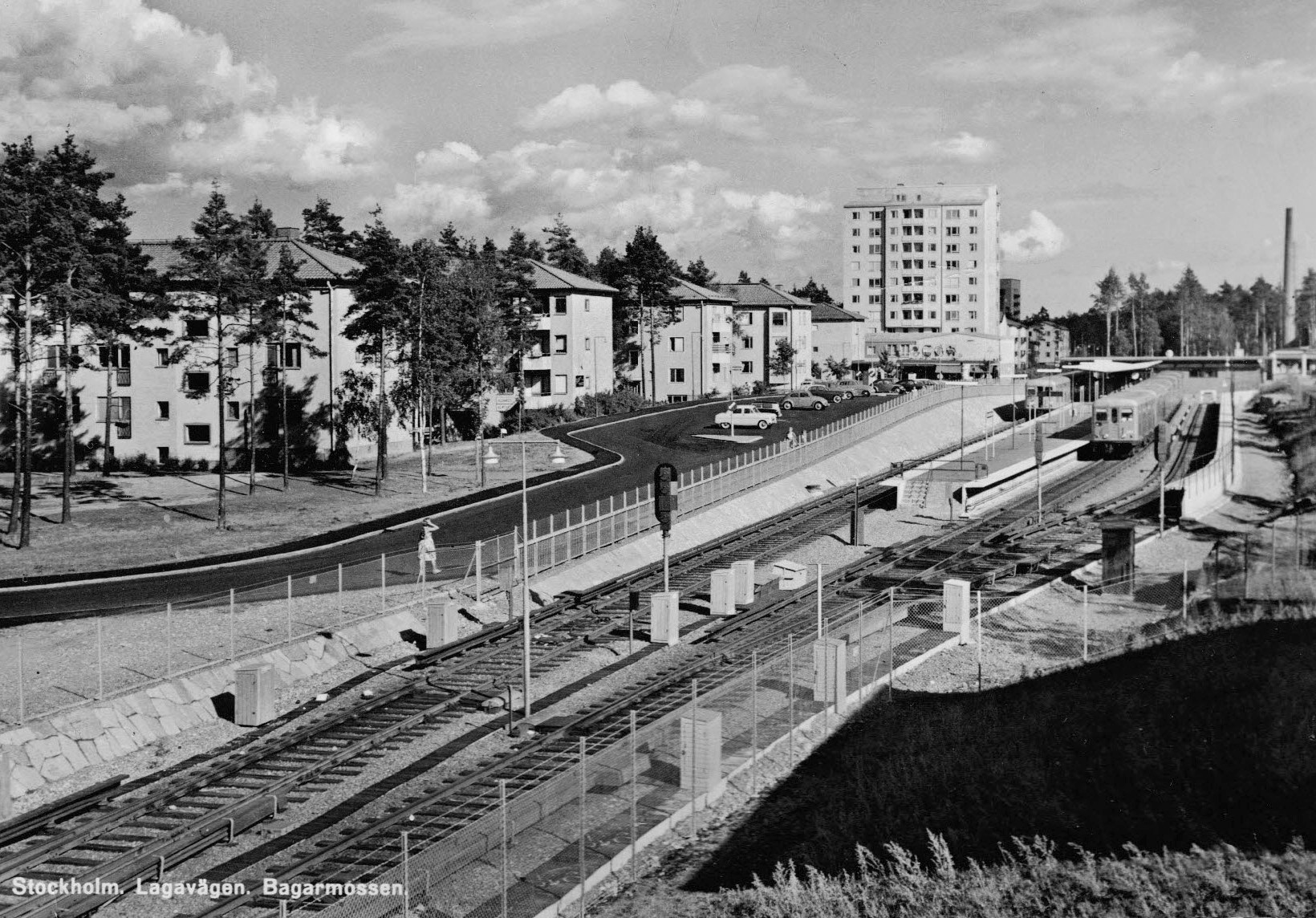
Lagavägen och tunnelbanan, vykort.
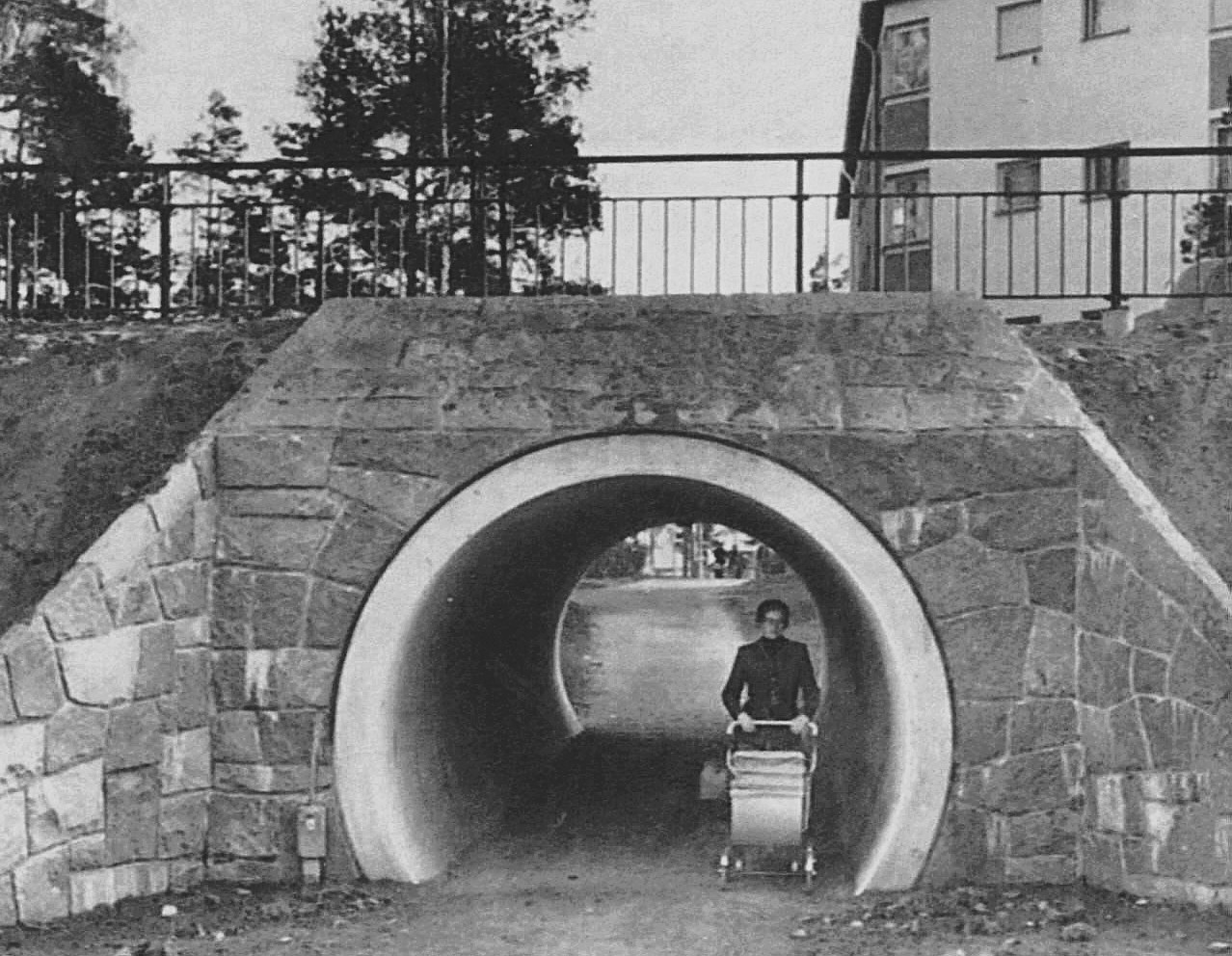
Gångtunnel under Stångåvägen.

## Bebyggelse

### Bostäder och samhällsservice

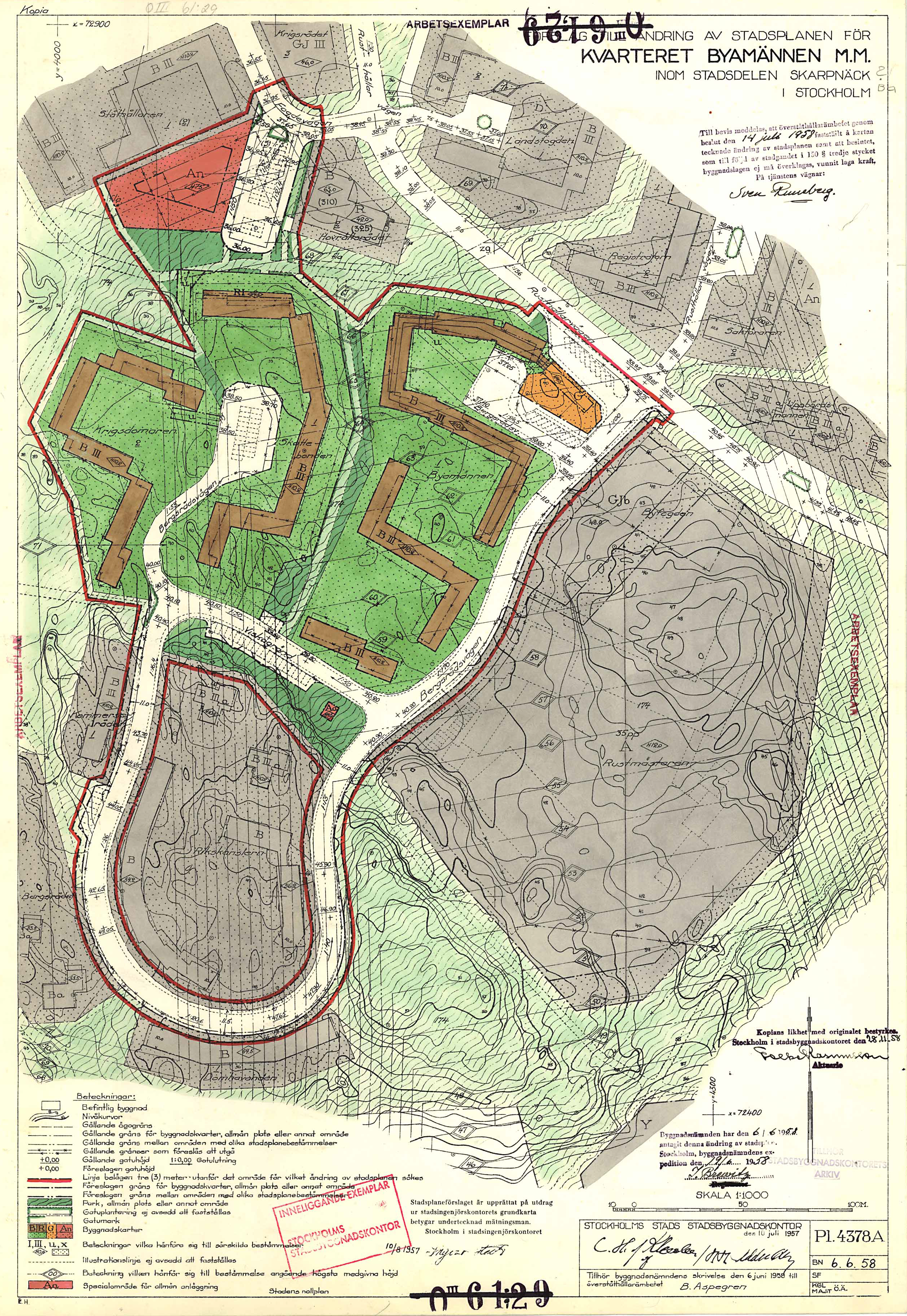
Stadsplan för sydvästra Bagarmossen, signerad H.H. Uddenberg och C.F. Ahlberg.

Under 1940-talets senare del började planarbetena med Bagarmossen under ledning av Sven Markelius, samtidigt med planeringen för intilliggande Kärrtorp. 1950 fastställdes stadsplanen för Bagarmossen. Området kom att bli dyrt och besvärligt att bygga på, men man ansåg ändå att det var befogat när den sydöstra tunnelbanegrenen drogs hit ut. Bagarmossen planerades inte som en så kallad ABC-stad som även skulle erbjuda arbetsplatser. Tanken var att de boende fick pendla till sina arbeten inne i Stockholm. Området började bebyggas i början av 1950-talet, mest av lamellhus med tre till fyra våningar. 
Det var de allmännyttiga bolagen Stockholmshem och Svenska Bostäder som byggde, men även Riksbyggen var med. Svenska Bostäder byggde bland annat husen runt Nissastigen och Ätravägen 1952–1953 med Georg Varhelyi som arkitekt. Bagarmossens 1950-talsarkitektur har klassats som en kulturhistoriskt värdefull miljö av Stockholms stadsbyggnadskontor och Stockholms stadsmuseum (se även avsnitt "Stadsmuseets klassificering"). Det innebär att området ska behålla sin ursprungliga utformning.
I början av 1950-talet var radhus populära, och sådana, men även fristående småhus, byggdes i den södra och sydöstra delen, de flesta i två våningar med fasader klädda av träpanel eller fasadtegel. En av de byggherrar i området var Stockholms stads småstugebyrå som uppförde 362 småhus av tio olika typer med självbyggeri. Stockholms stadsbyggnadskontor tillhandahöll typritningar som var upprättade av arkitekt Edvin Engström. 
Léonie Geisendorfs kända radhus vid Riksrådsvägen sågs som en del av Bagarmossen när de byggdes 1955–1956, men kom efter stadsdelsförändringarna 1963 att tillhöra den nya stadsdelen Skarpnäcks Gård. 
Bagarmossens skola stod färdig 1954 (byggmästare var Anders Dunder och arkitekt var Gunnar Forszén). Brotorpsskolan uppfördes 1956 (arkitekt var Einar Lovén) och Bergholmsskolan 1959 (arkitekt var Gustaf Kaunitz). Tunnelbanestationen ovan mark öppnade i november 1958. Redan då planerades en förlängning österut ända fram till Bollmora. I Bagarmossens stadsplan avsattes därför ett reservat i form av ett grönområde, som dock aldrig nyttjades för tunnelbanan. Den flyttades istället 1994 till nytt läge under mark och förlängdes med bara en station till Skarpnäck. På platsen för den tidigare stationen och reservatet uppfördes bostadshus och ett utökat centrum.
I den norra delen av stadsdelen, som köptes från Nacka 1959, dröjde det till 1969 innan man började bygga. Då uppfördes ett stort antal lamellhus och tolv loftgångshus norr respektive söder om den nybyggda gatan Byälvsvägen. Arkitekt var Ernst Grönwall på uppdrag av Stockholmshem. Bebyggelsen vid Byälvsvägen räknas till Miljonprogrammet, även här skapade arkitekterna bostäder med gröna ytor mellan bostadshusen, i direkt anslutning till Nackareservatet.
Stockholms stad planerar att låta bygga 2 500 bostäder i Bagarmossen och Skarpnäcks gård fram till år 2030. Planerna medför även att en ny grundskola för cirka 1 000 elever behövs i stadsdelen. Bergholmsskolan kommer att rivas och ersättas med bostadskvarter.
Bagarmossens kyrka ligger i en byggnad vid Lagaplan. Kyrkan invigdes 2001. Dessförinnan fanns en "kyrksal" i våningen ovanför.
Bilder, bostäder

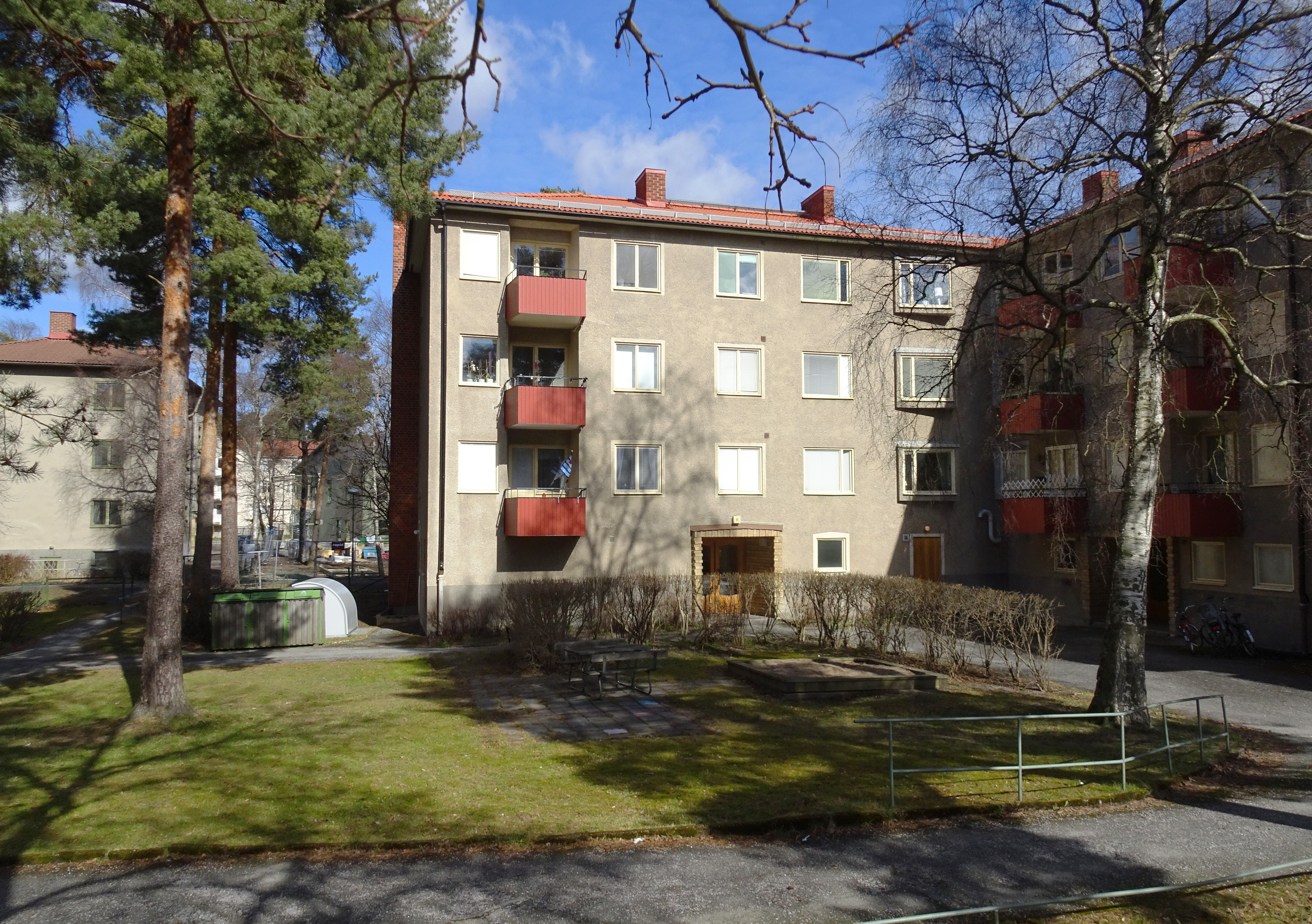
Lamellhus vid Lagavägen
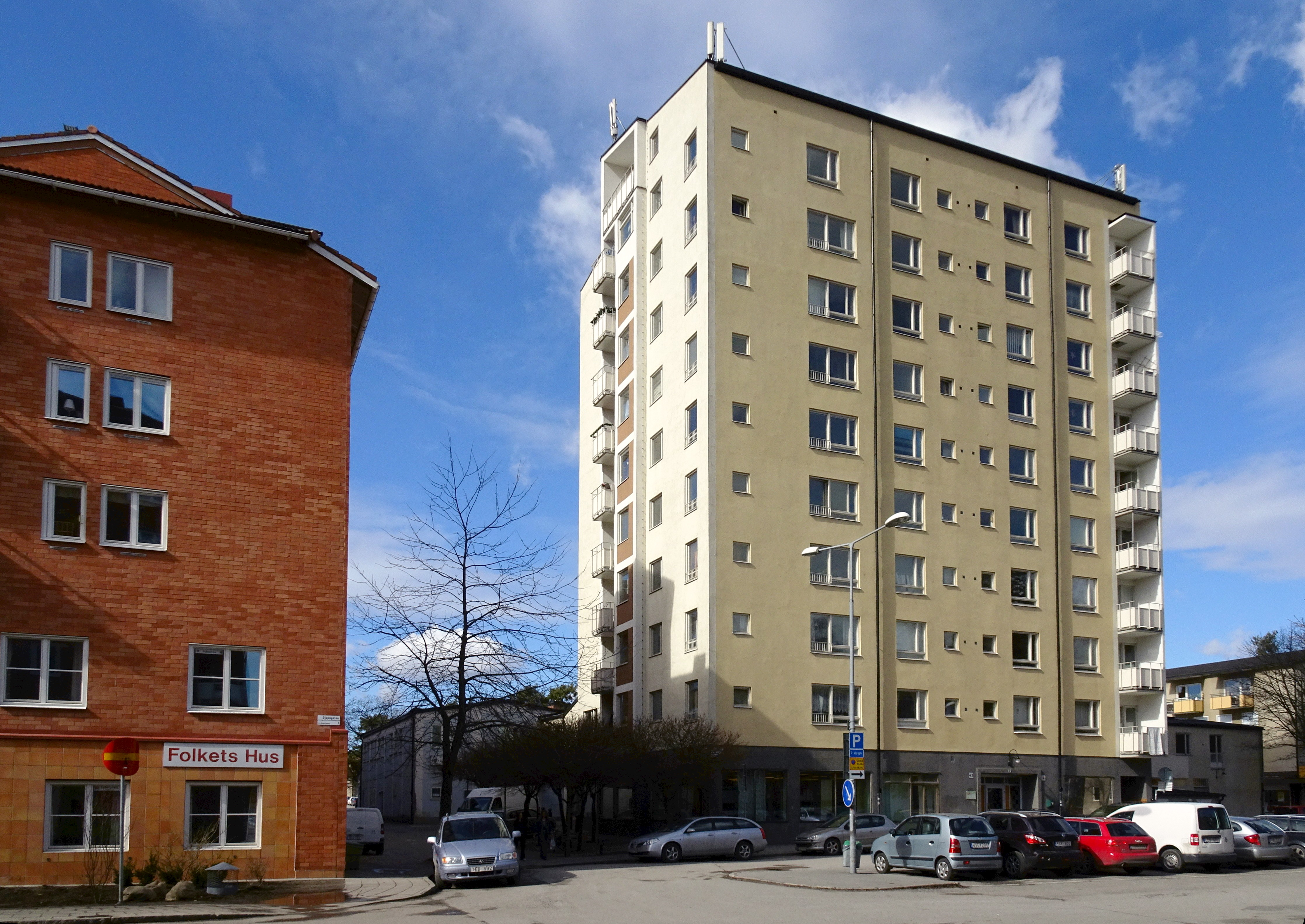
Punkthus i Bagarmossens centrum
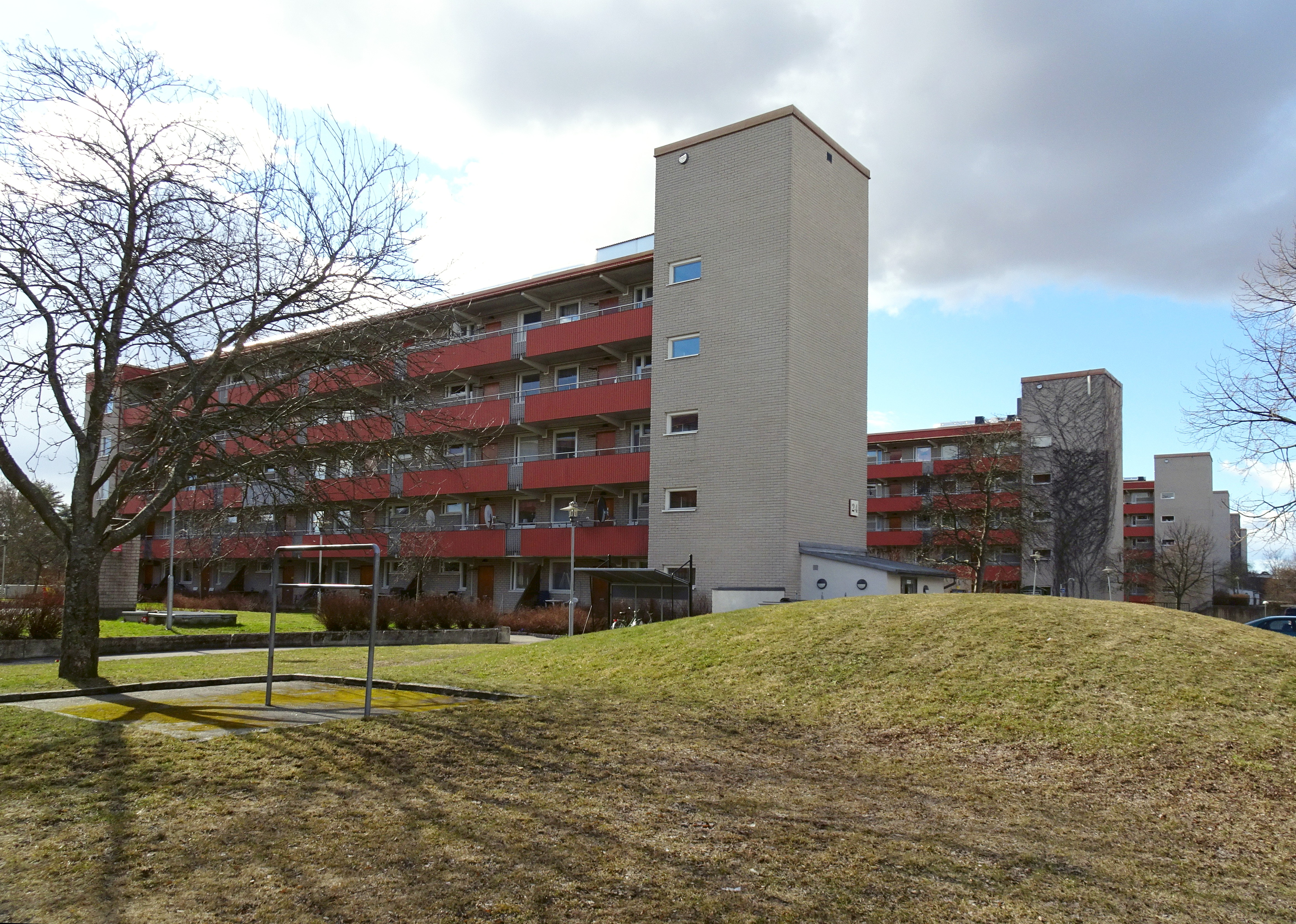
Loftgångshus vid Byälvsvägen
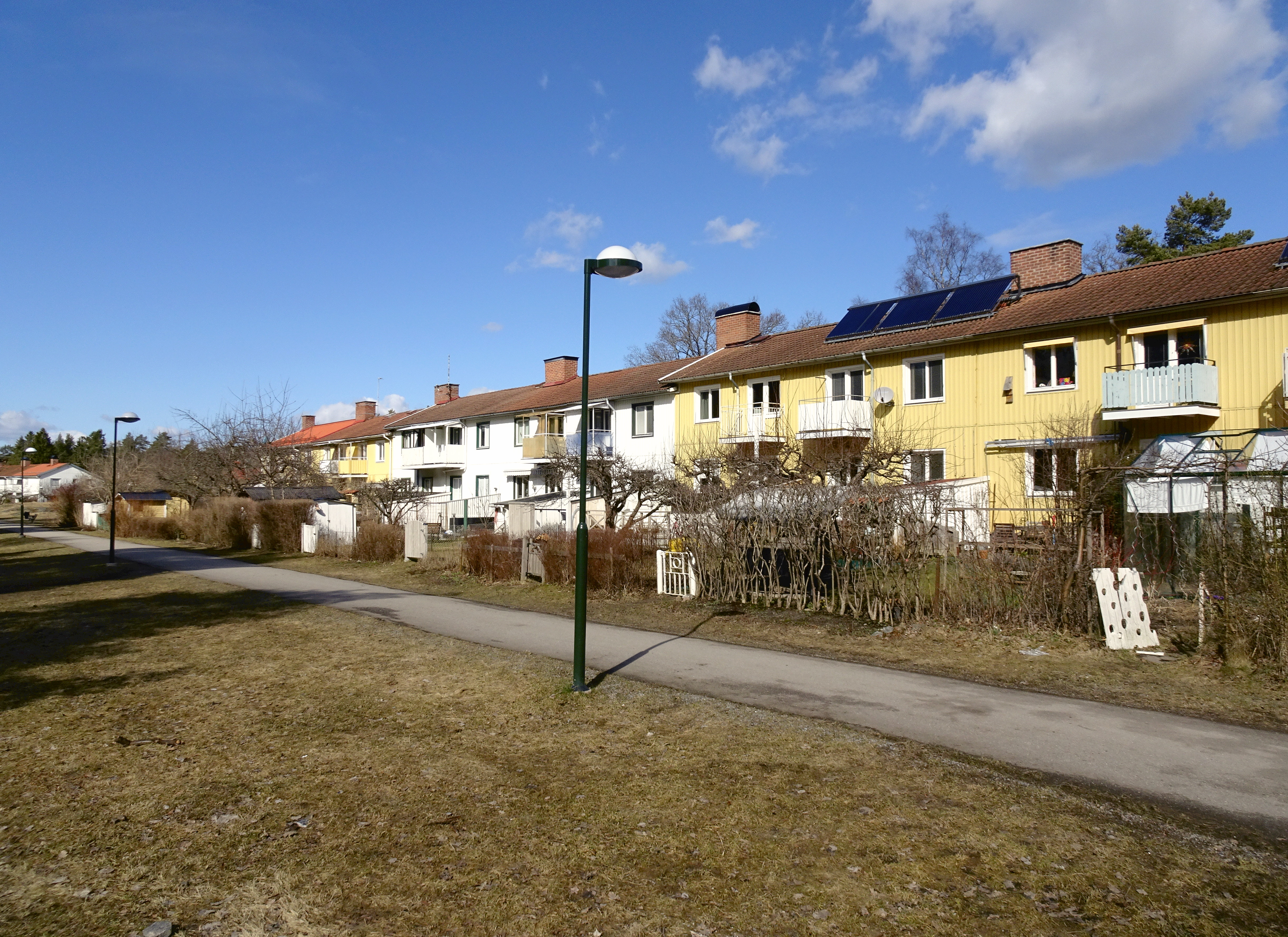
Radhus vid Letstigen
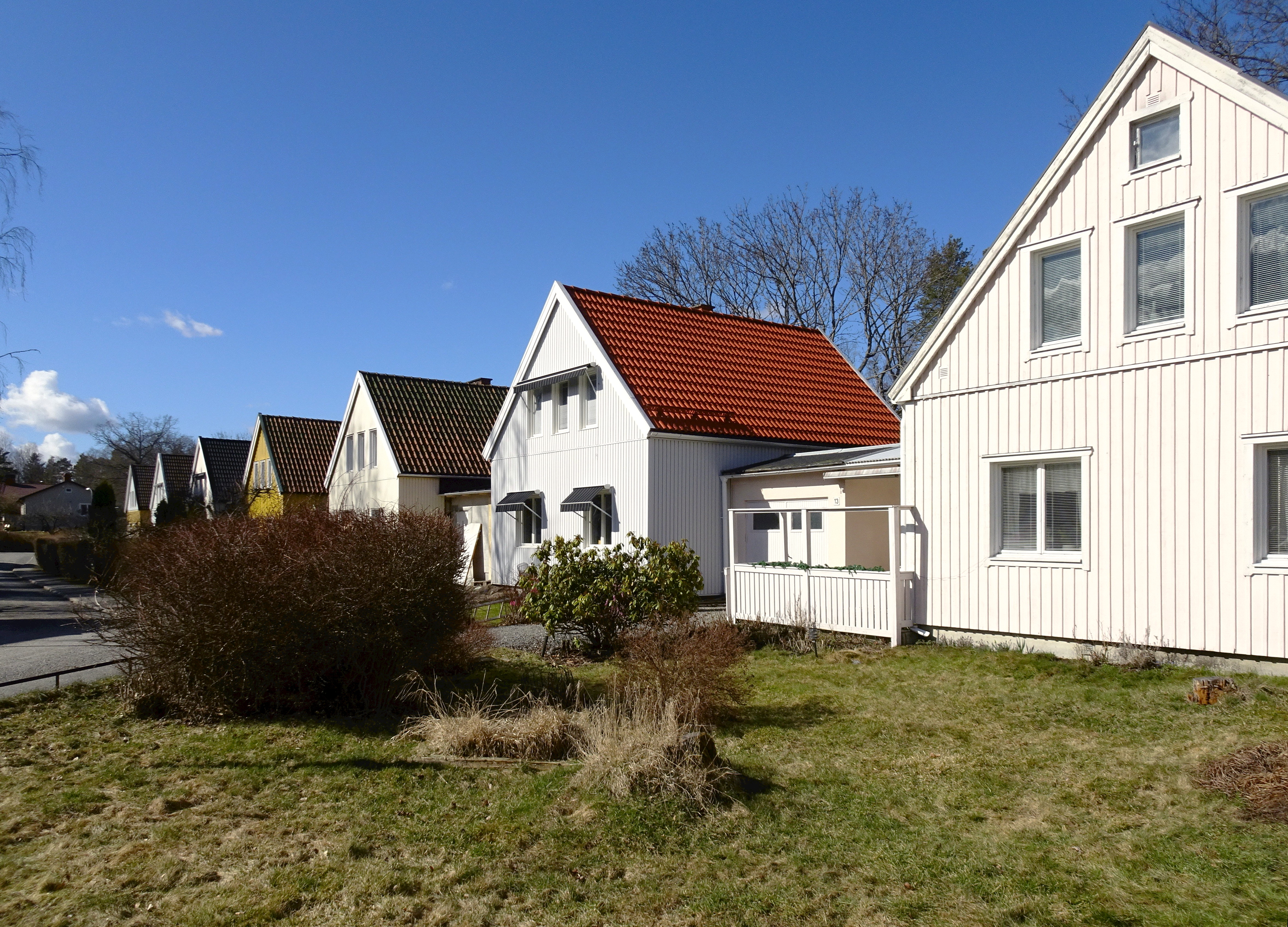
Småhus vid Fyrisgränd

Bilder, samhällsservice

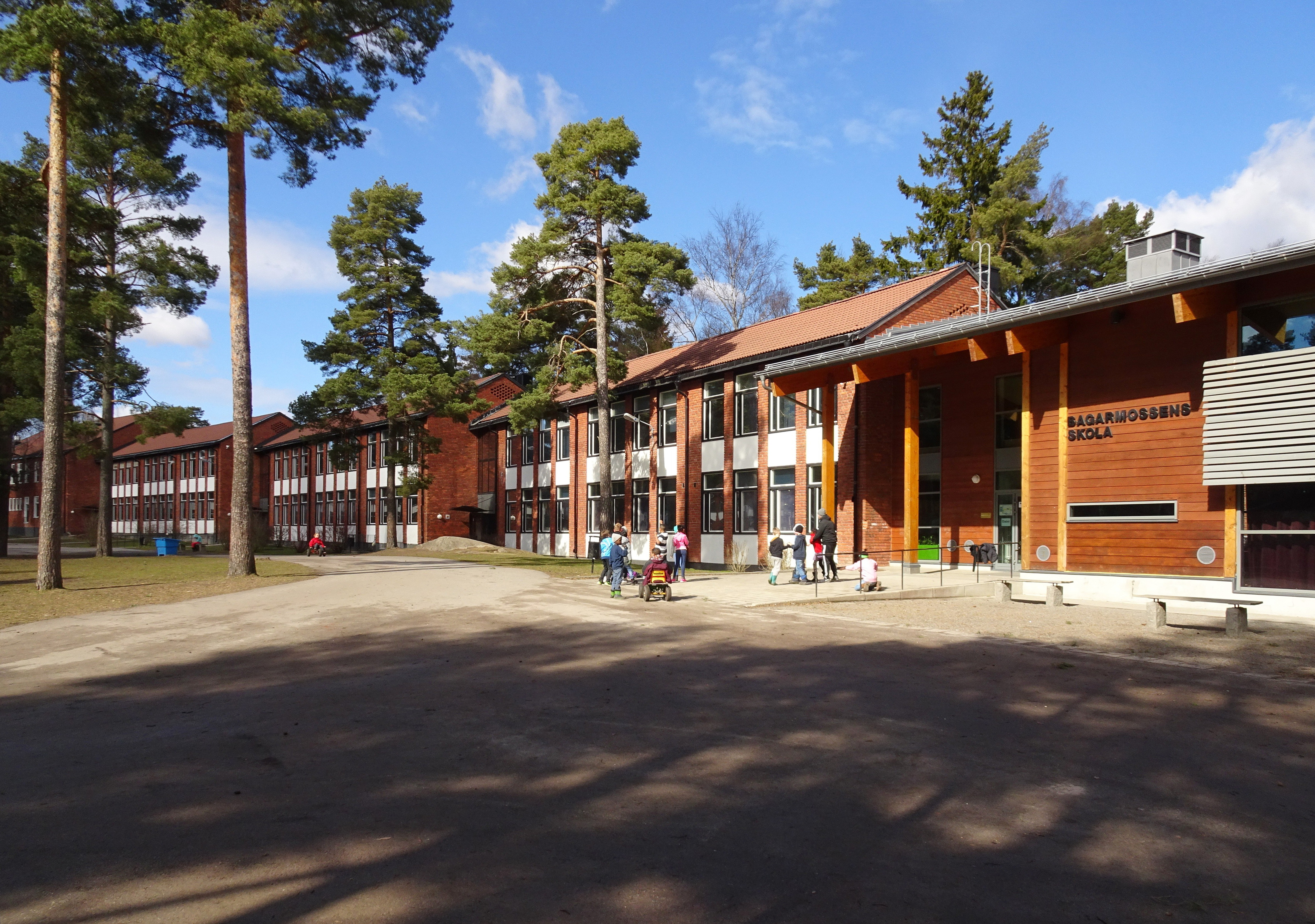
Bagarmossens skola
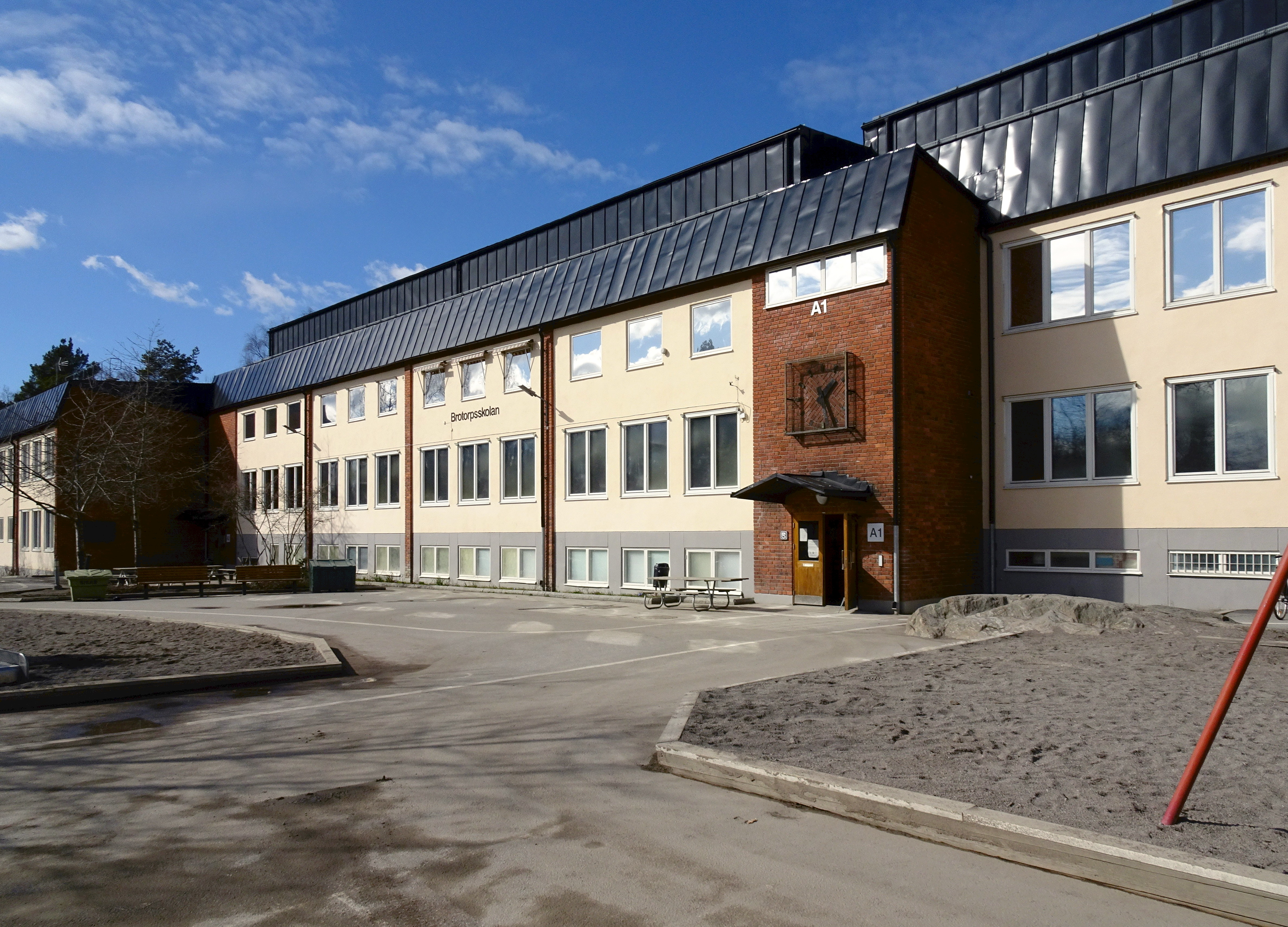
Brotorpsskolan
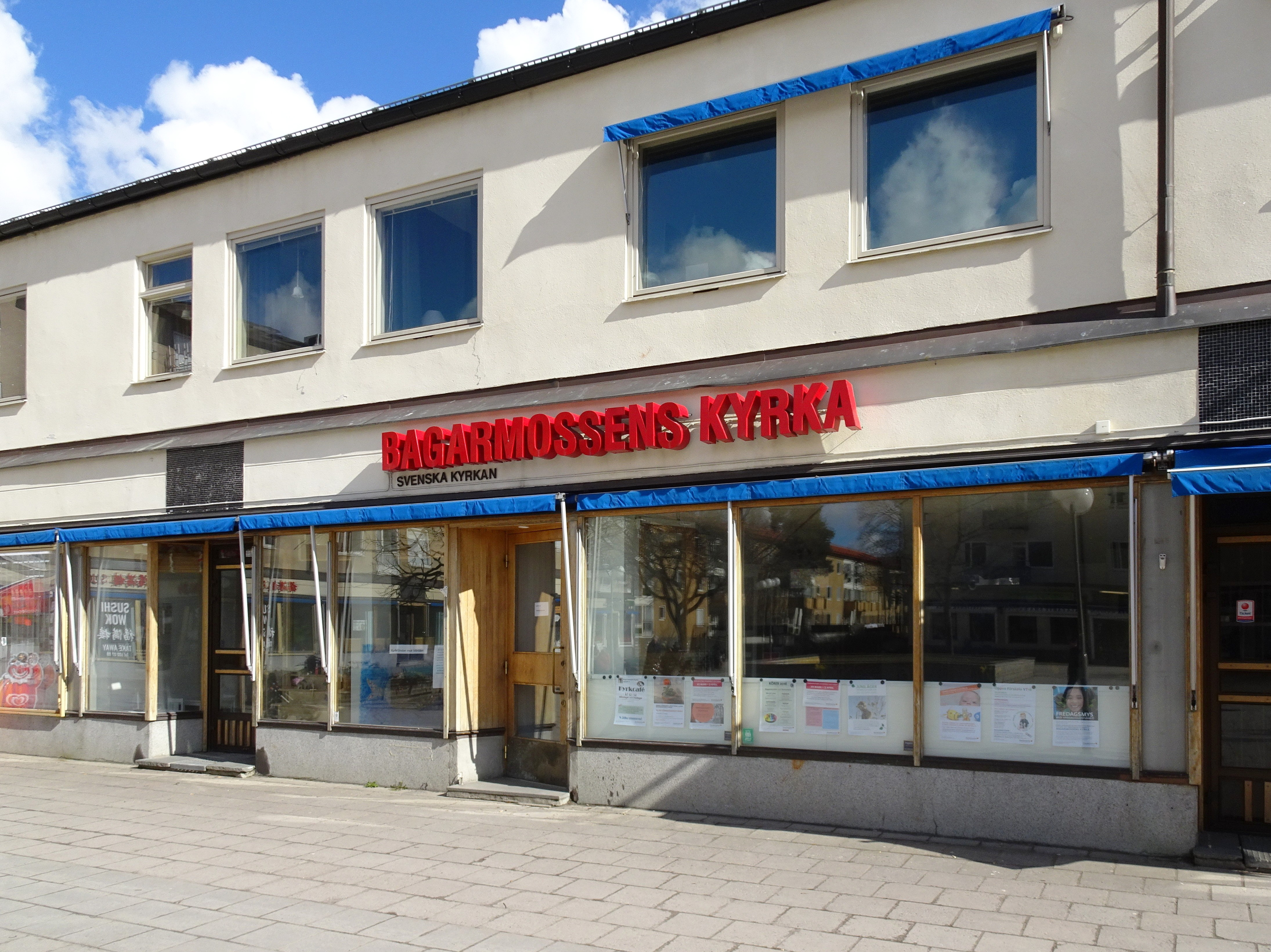
Bagarmossens kyrka
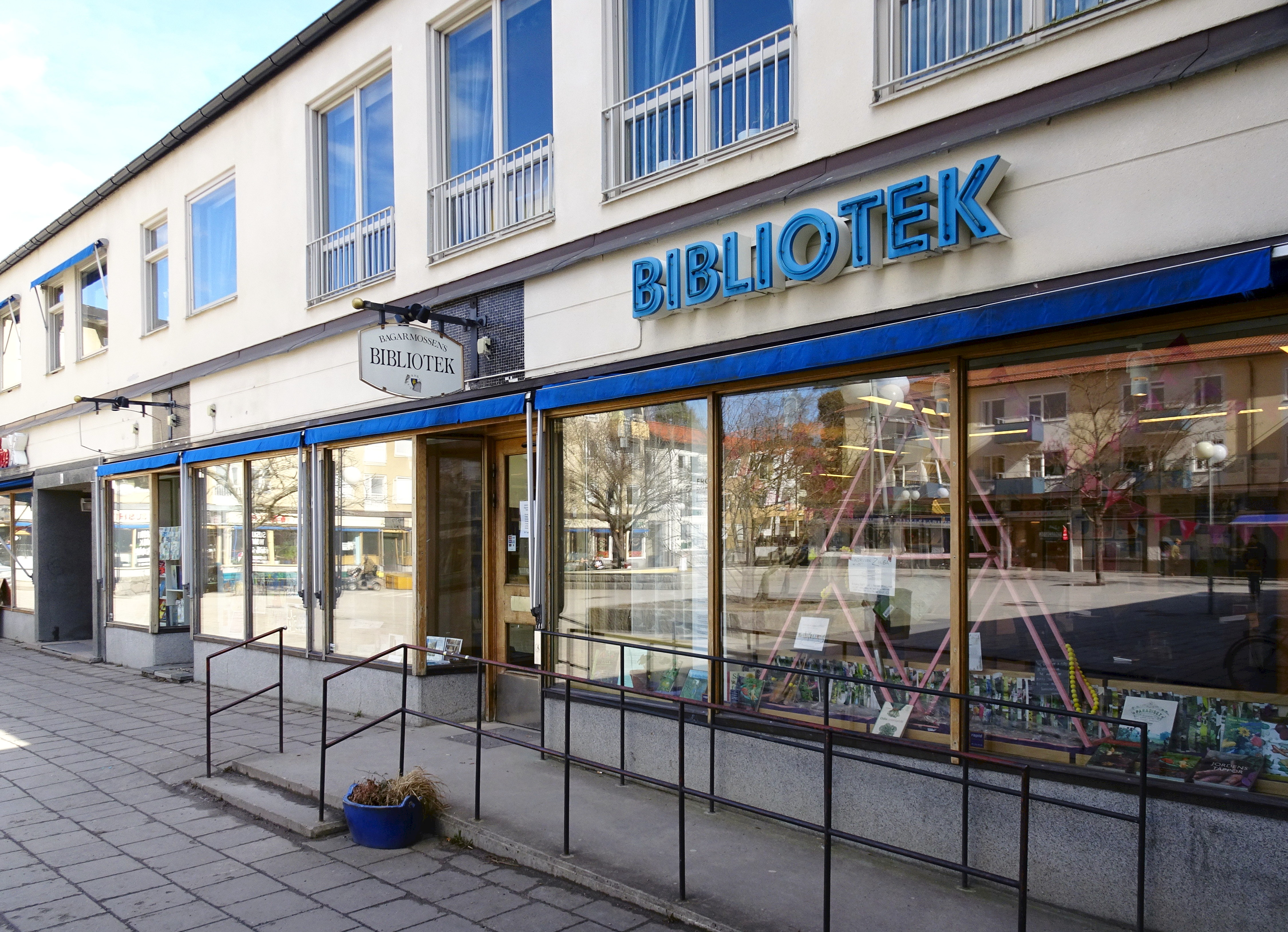
Bagarmossens bibliotek

### Bagarmossens centrum
Tack vare initiativet av Albert Aronson, dåvarande direktören för Svenska Bostäder, fick Kärrtorp en större centrumanläggning än Bagarmossen, trots att stadsplanekontoret ansåg att den inte borde ha legat där. I Kärrtorp inrättades utöver butiker även systembolag, varuhus och biograf. Det fick inte Bagarmossen. 
Stadsdelens centrum ligger vid Lagaplan och utgjordes ursprungligen av två butiksområden på var sin sida, norr och söder om tunnelbanestationen i mitten. Den norra delen (Lagaplan) består av låga butikslängor som inramar torget på tre sidor. I mitten av detta butiksområde anordnades en fontändamm och i sydöstra hörnet sätter ett punkthus på 10 våningar en accent. Centrumanläggningen med punkthuset ritades av arkitekt Nils Sterner.  Den södra delen begränsas idag i söder av nedgången till tunnelbanan och i öster och väster av bostadshus med butiker i bottenvåningen.  
Under 1990-talet förändrades Bagarmossens centrum genom ny bebyggelse ritad av EGÅ Arkitektkontor. 1991 stod den röda tegelbyggnaden klar med bostäder och lokaler för Folkets hus-verksamhet samt butiker i bottenvåningen (Konsum och Apoteket, idag Coop och Apotek Hjärtat). Utökningen möjliggjordes i och med att tunnelbanans spår och tunnelbanestationen flyttades och förlades i tunnel när den förlängdes ut till Skarpnäck.
Torgets utseende förändrades 1994 när tunnelbanan grävdes ner och den gamla stationen togs bort. I den öppna ytan som då bildades anlades 2003 en park med konstverket och lekkullen Stortusan eller Marsipanrosen på prinsesstårtan av Dan Wolgers. På torgets äldre, södra del finns skulpturen Varandras spegel som skapades av Börje Lindberg 1971.
Bilder, centrum

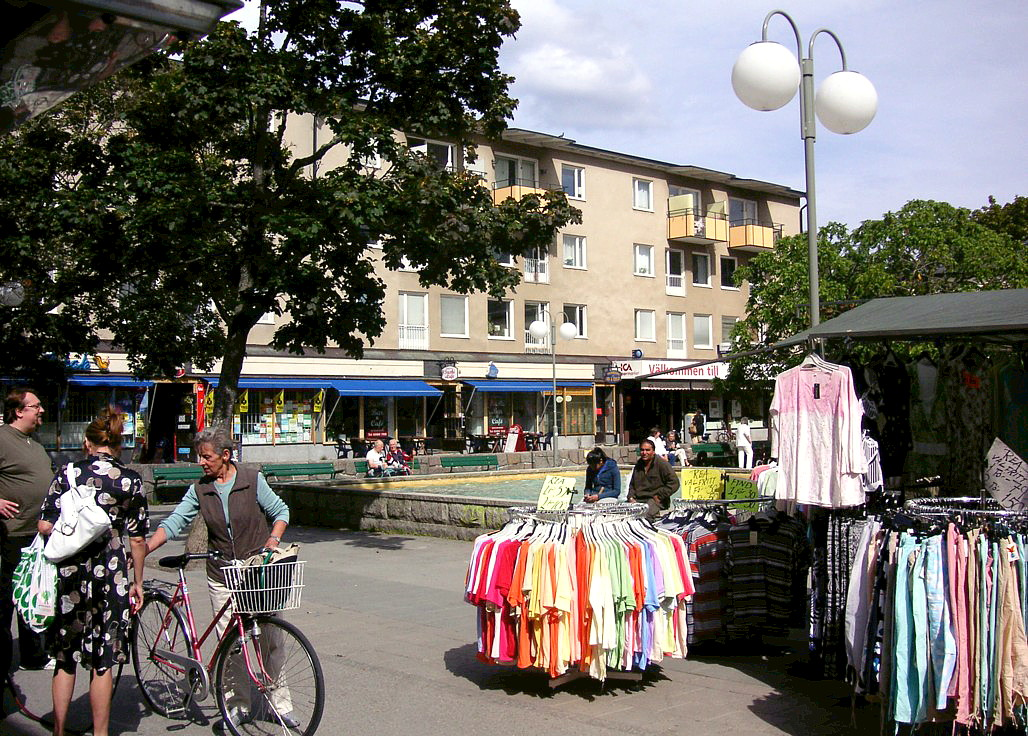
Bagarmossens centrum kring Lagaplan
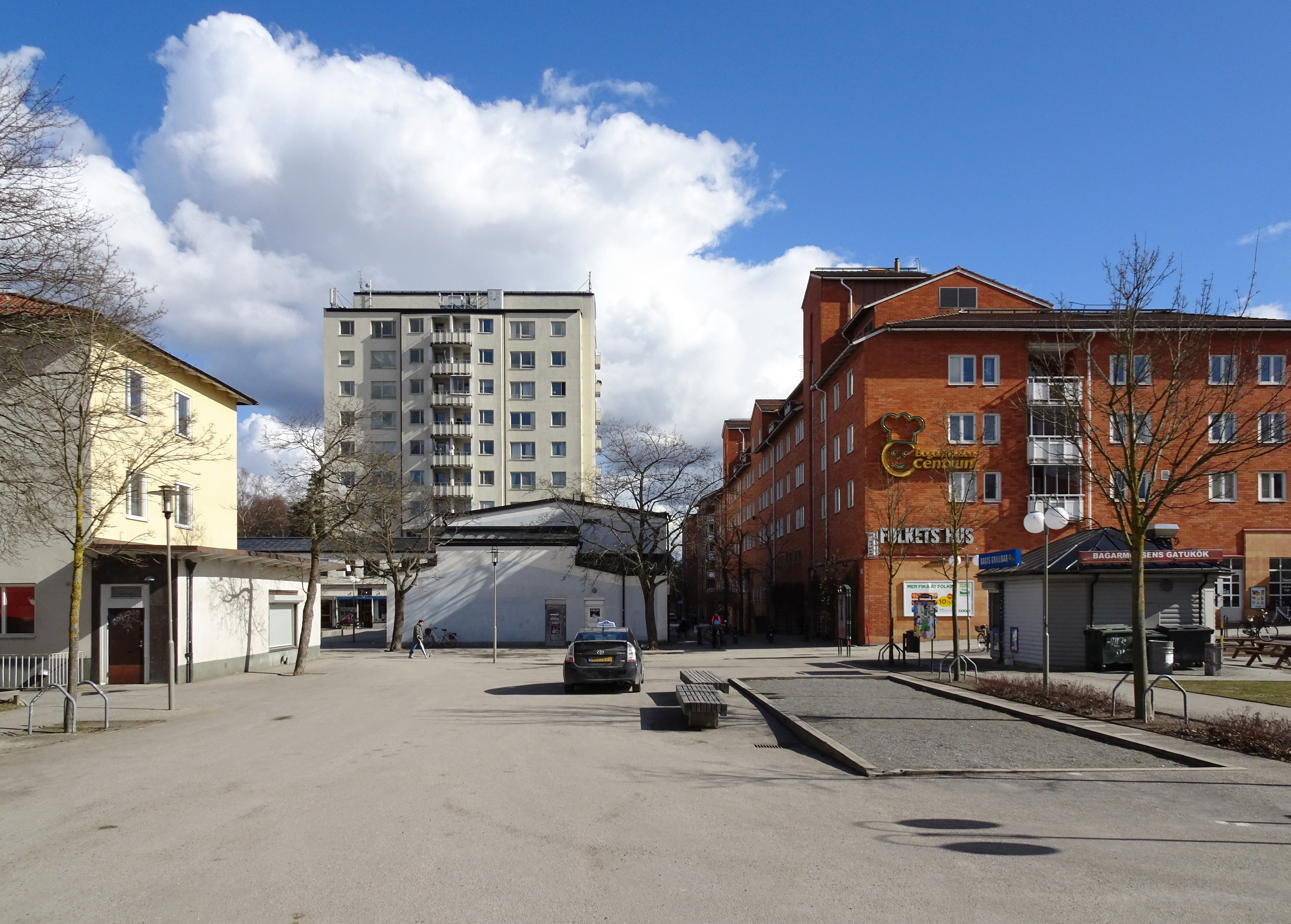
Bagarmossens centrum med nya delen till höger, där bl.a Folkets hus finns.
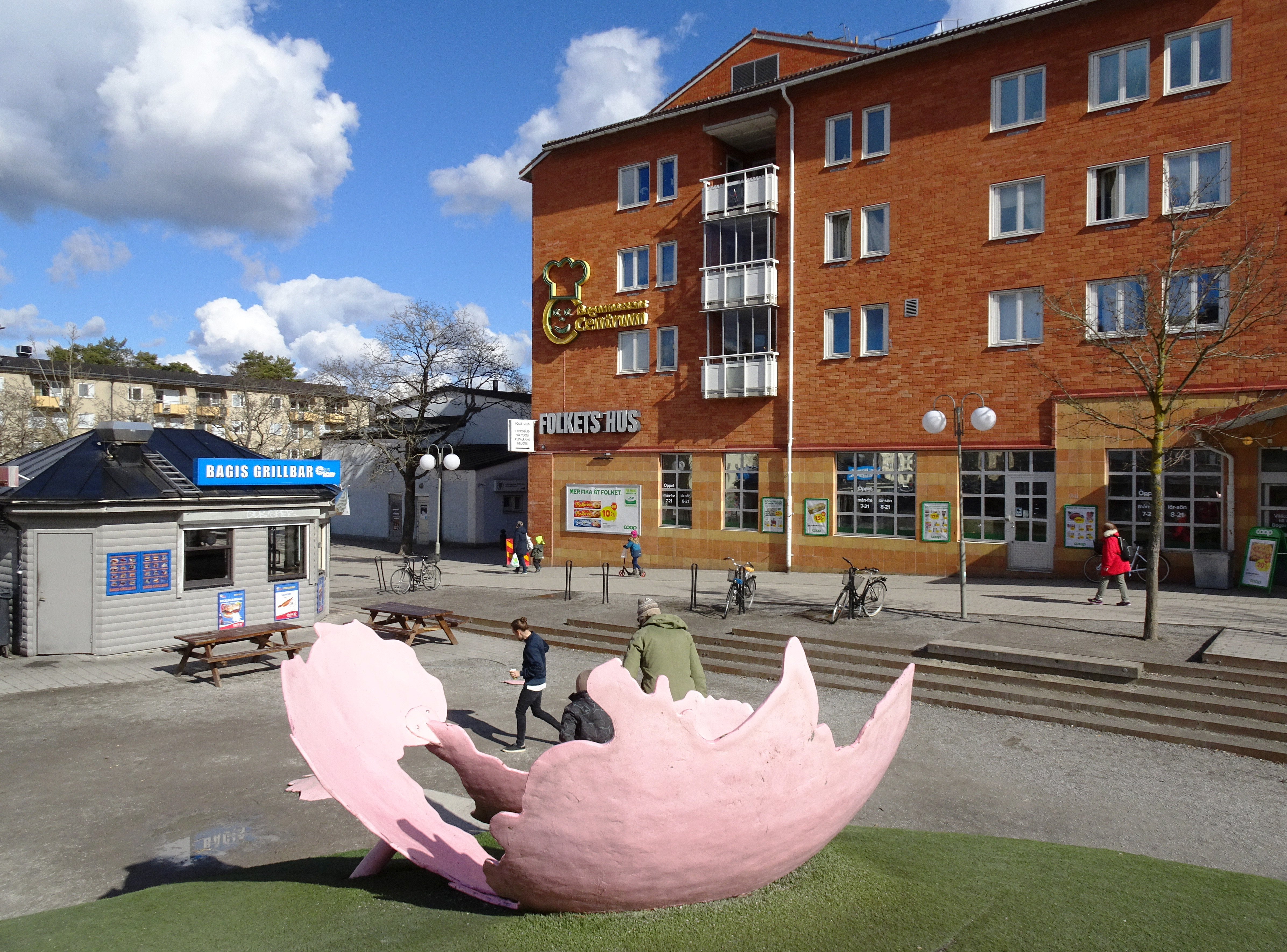
Dan Wolgers "Marsipanrosen på prinsesstårtan"
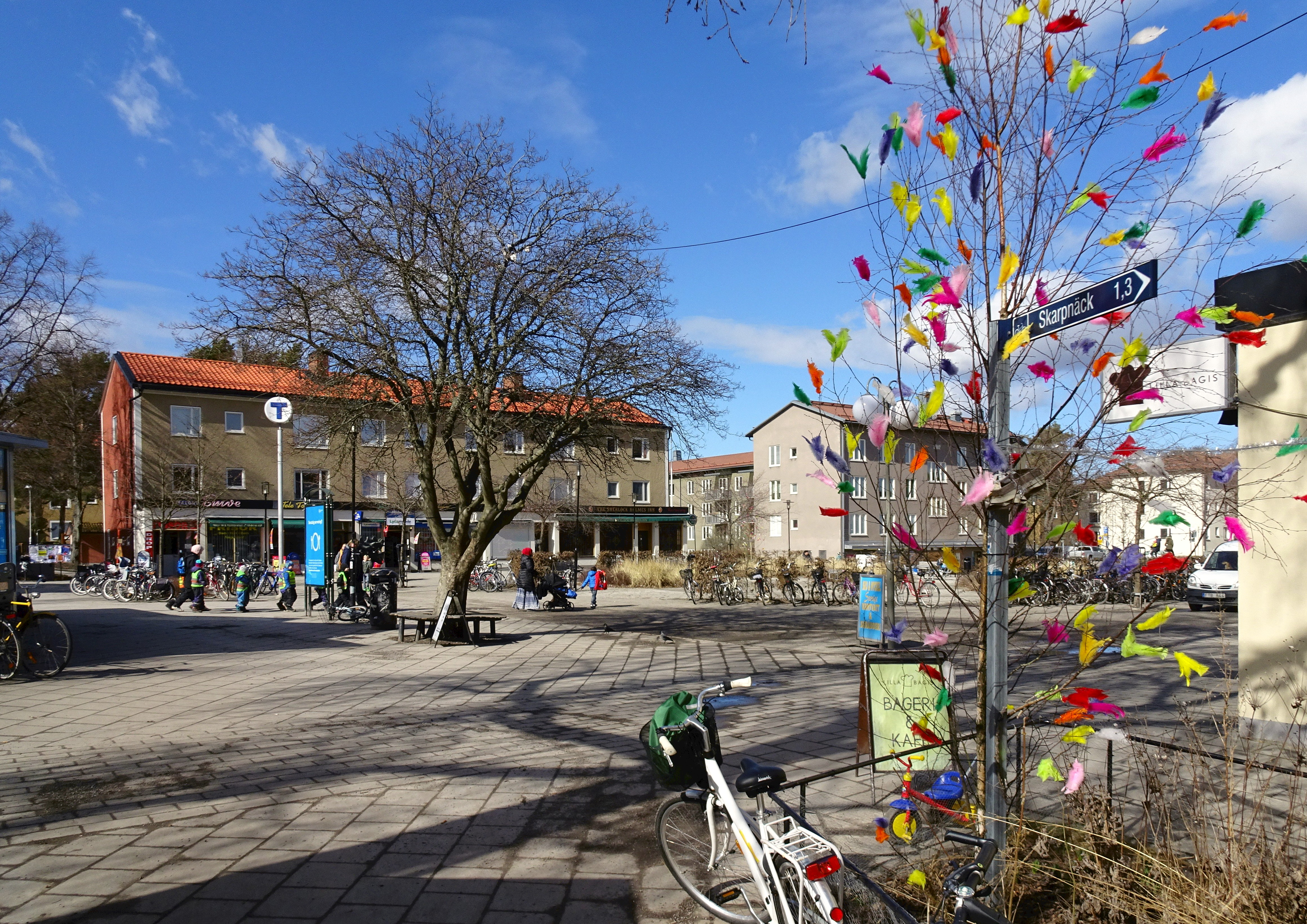
Bagarmossens centrum, den äldre södra delen
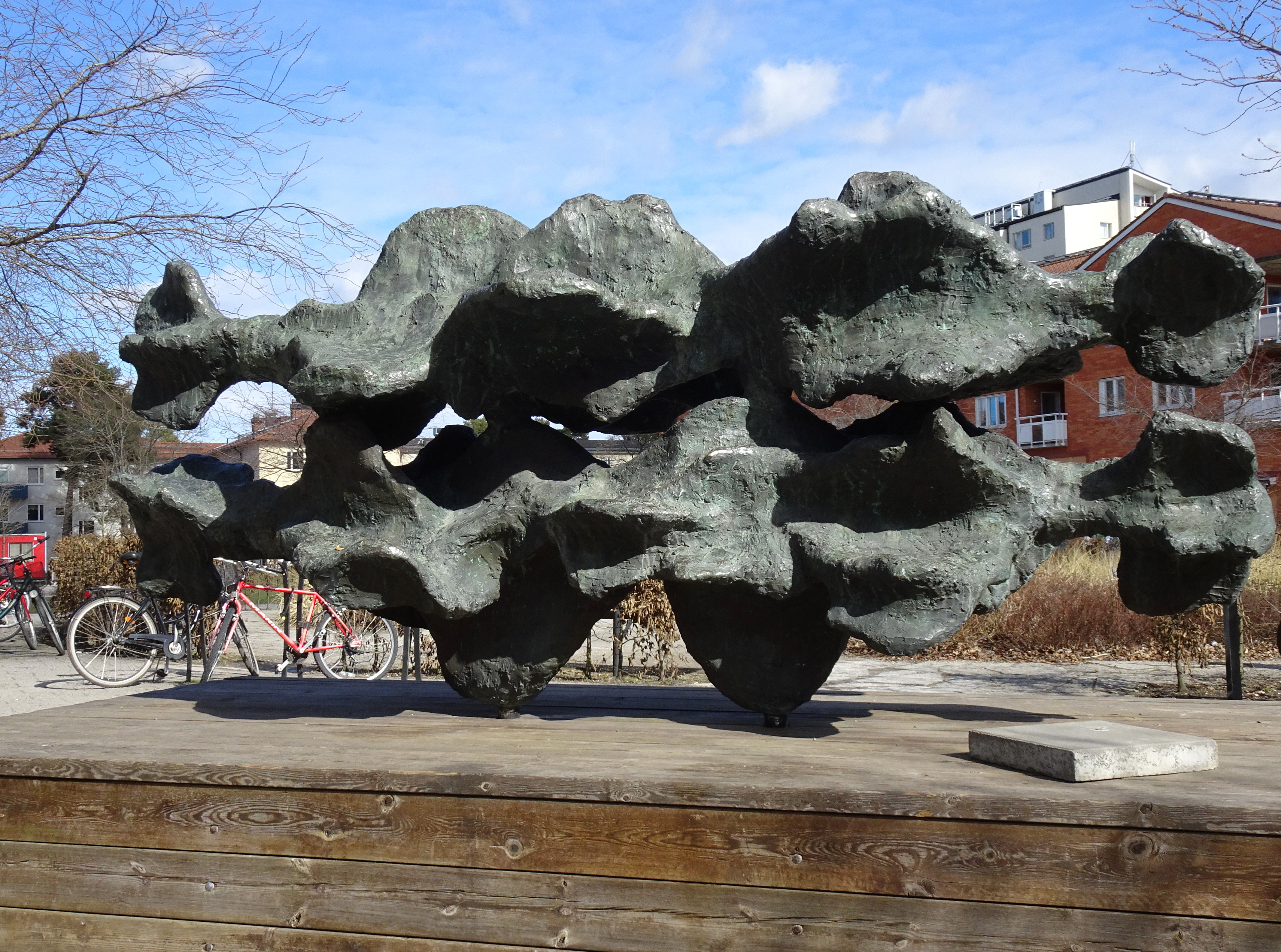
Börje Lindbergs "Varandras spegel"

### Stadsmuseets klassificering
Stora delar av Bagarmossens bebyggelse är idag gul-, respektive grönmarkerade av Stockholms stadsmuseum. Gult avser en fastighet med bebyggelse av positiv betydelse för stadsbilden och/eller av visst kulturhistoriskt värde. Grönt är en högre klassificering och betyder att fastigheten har bebyggelse som är särskilt värdefull från historisk, kulturhistorisk, miljömässig eller konstnärlig synpunkt. Till "gula områden" hör bland annat arkitekt Ernst Grönwalls loftgångshus vid Byälvsvägen från 1970 och hela sydöstra Bagarmossen. Till "gröna områden" räknas Nils Sterners centrumanläggning från 1954 och Bagarmossens inre delar.

## Naturen

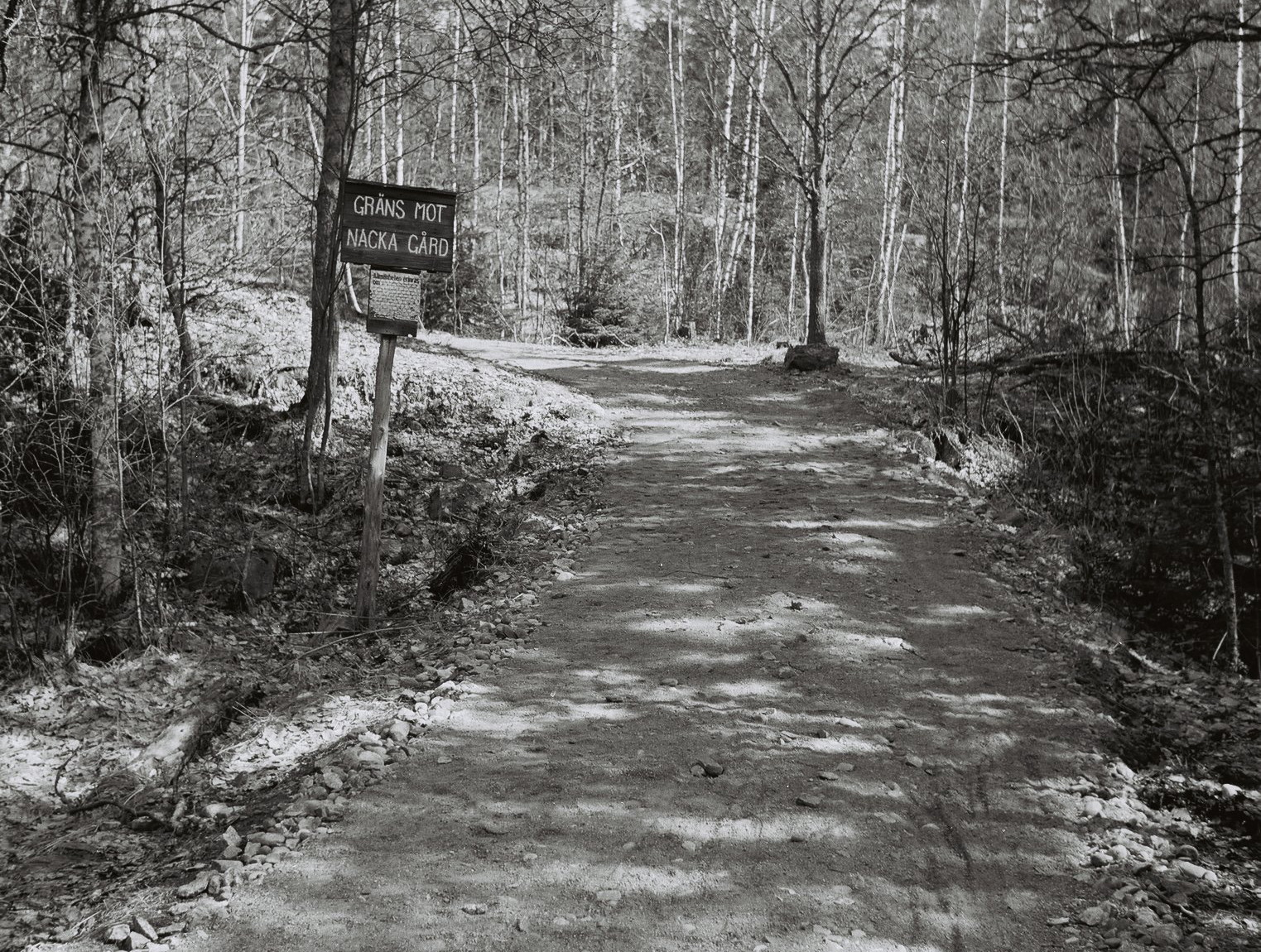
Vägen mot Söderbysjön 1950

Bagarmossen ligger norr om Skarpnäcksfältet med Ältaån i en ravinliknande dal i öster och med ett skogsområde tillhörande Nackareservatet i norr mot Söderbysjön. Mossen, som gav förorten sitt namn, existerar inte längre. Området stadsplanerades och bebyggdes med småhus redan på 1920-talet och ingår numera i stadsdelen Skarpnäcks gård.
I öster och nordost ingår Stockholmsdelen av Nackareservatet i Bagarmossen, Kärrtorp och Björkhagen. Genom området har sedan länge funnits en väg från Skarpnäcks gård till gården vid Söderbysjön. Vägen återfinns i delar av parkvägen i öster och i parkvägen i norr mot golfbanan och sjön. Även den gamla stigen mellan Brotorp och det numera försvunna Torpet Parken finns kvar, nu i form av en asfalterad gång- och cykelbana.
Naturen består av låga bergsryggar med våtområden däremellan. Den högsta höjden med 50 meter över havet utgörs av Bergholmsbergets rester som ligger i sydöstra delen av Bagarmossen, vid gränsen mot Skarpnäcksfältet. Här finns igenväxta och plomberade kulsprutevärn från andra världskriget, som skulle skydda krigsflygfältet nedanför. 
I naturen har några få anläggningar uppförts sedan bebyggelsen tillkommit. I öster där Brotorp utegym nu ligger, anlades av frivilliga en ishockeyrink som användes av ungdomarna fram till slutet av 1960-talet.

### Skarpnäcks jättegryta
I östra delen, invid promenadvägen mellan Skarpnäcks gård och Brotorpet, ligger en av Stockholms största jättegrytor (RAÄ-nummer Brännkyrka 168:1). Den är oval med måtten 2x1 meter och ca 0,4 meter djup. Grytan är omgiven av ett ca 1,2 meter högt järnstaket. Vid upptäckten år 1925 innehöll grytan ett 60-tal löpare, alltså rundslipade stenar som en gång i tiden urholkade jättegrytan. Löpstenarnas diameter varierade mellan 5 och 30 centimeter, men dessa finns inte kvar längre. I botaniker Rutger Sernanders naturminnesregister publicerat 1935 i Stockholmstraktens natur- och kulturminnen upptas grytan som naturminne nr 146. Numera är Skarpnäcks jättegryta upphävd som naturminne.
Bilder, natur

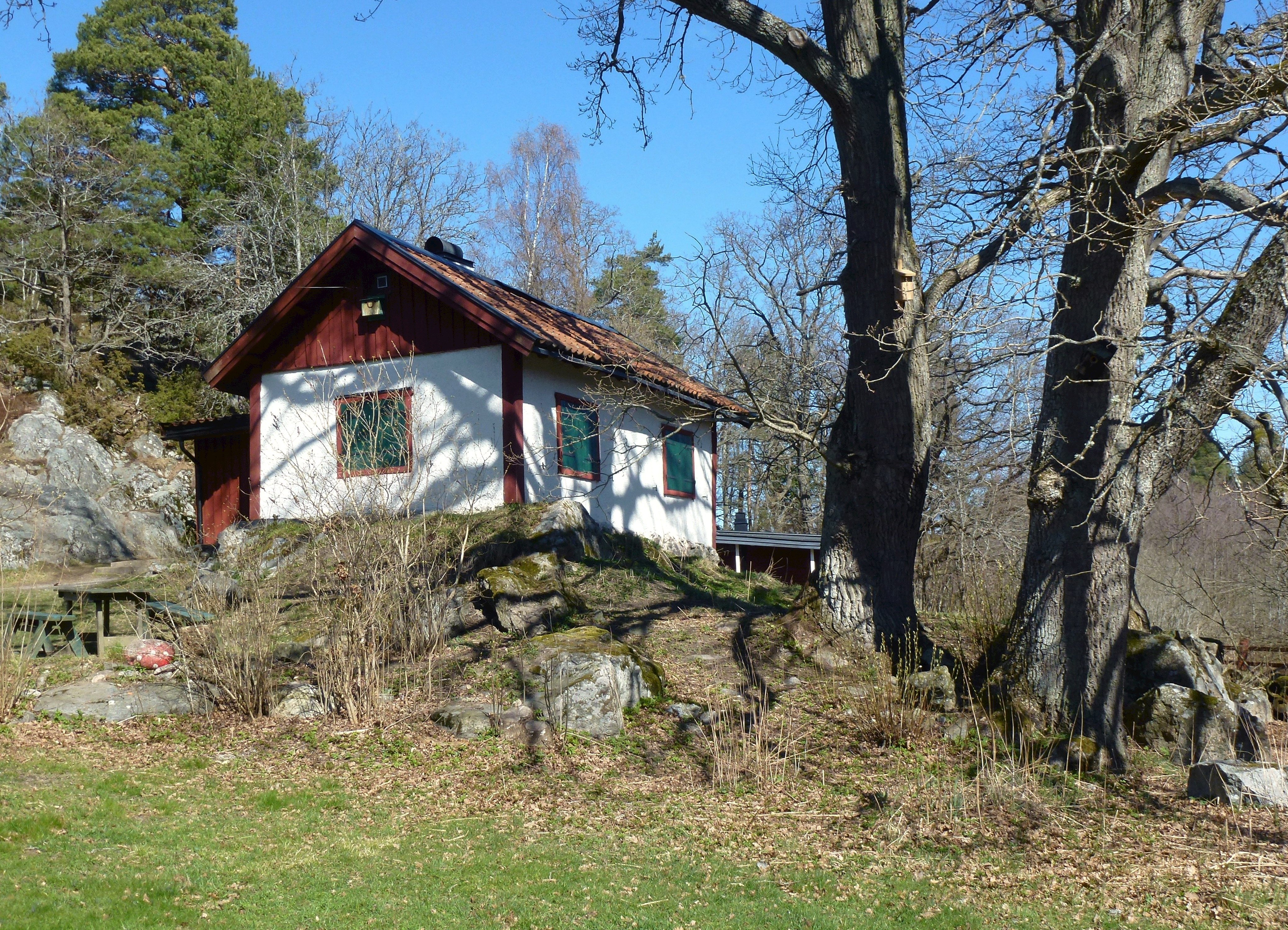
Brotorp i april 2014
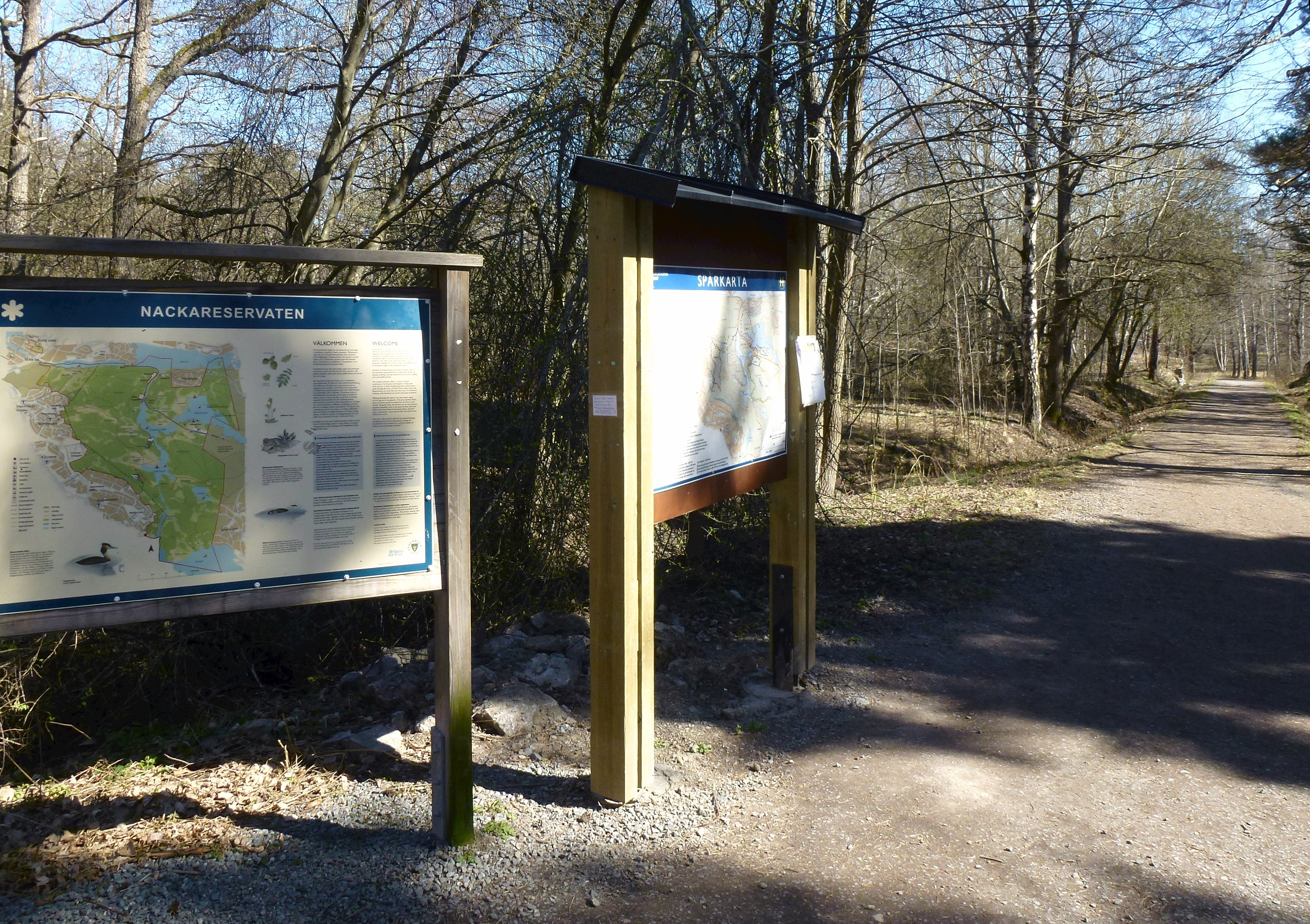
Nackareservatets gräns vid Brotorp
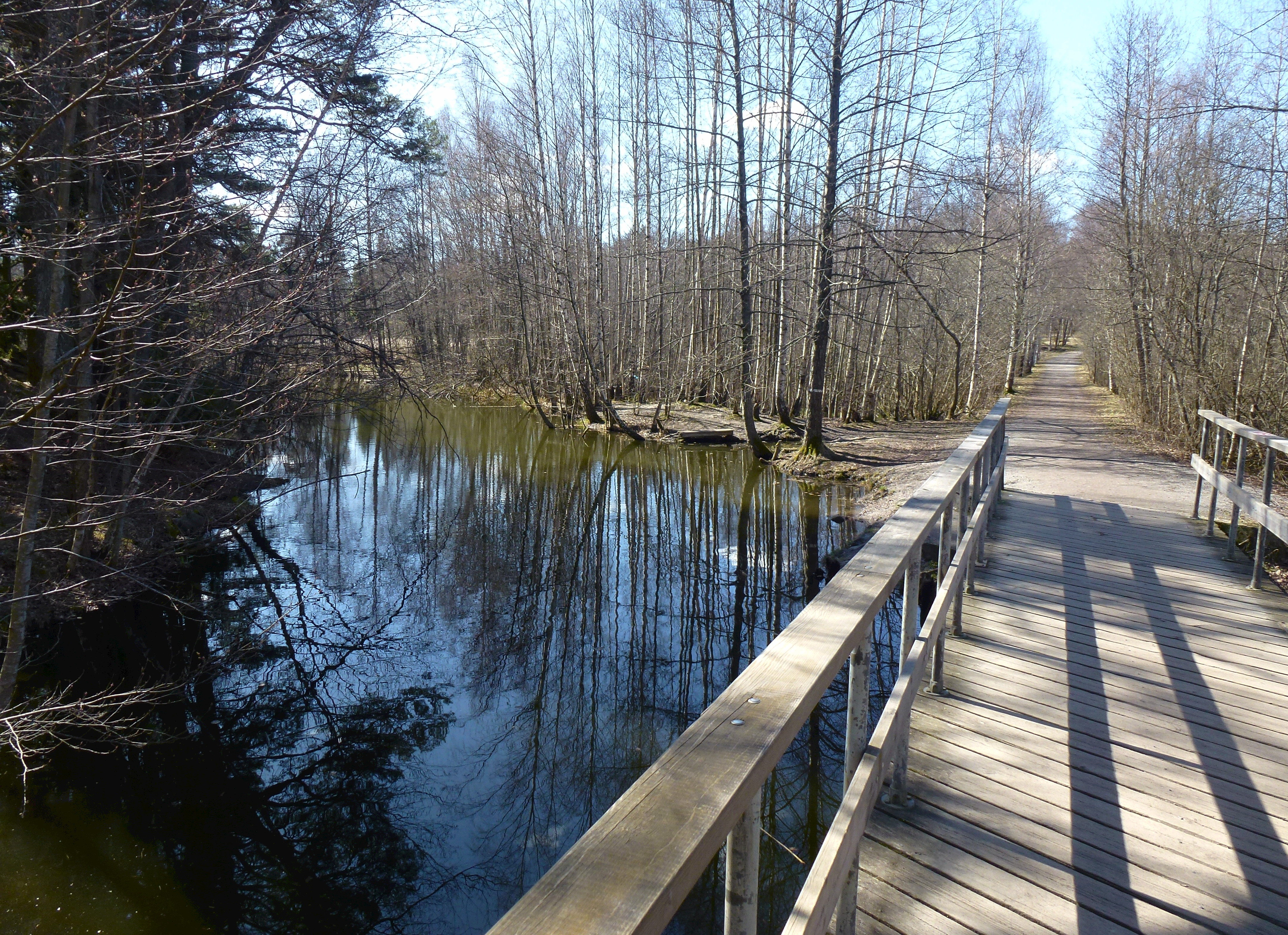
Ältaån vid Brotorp
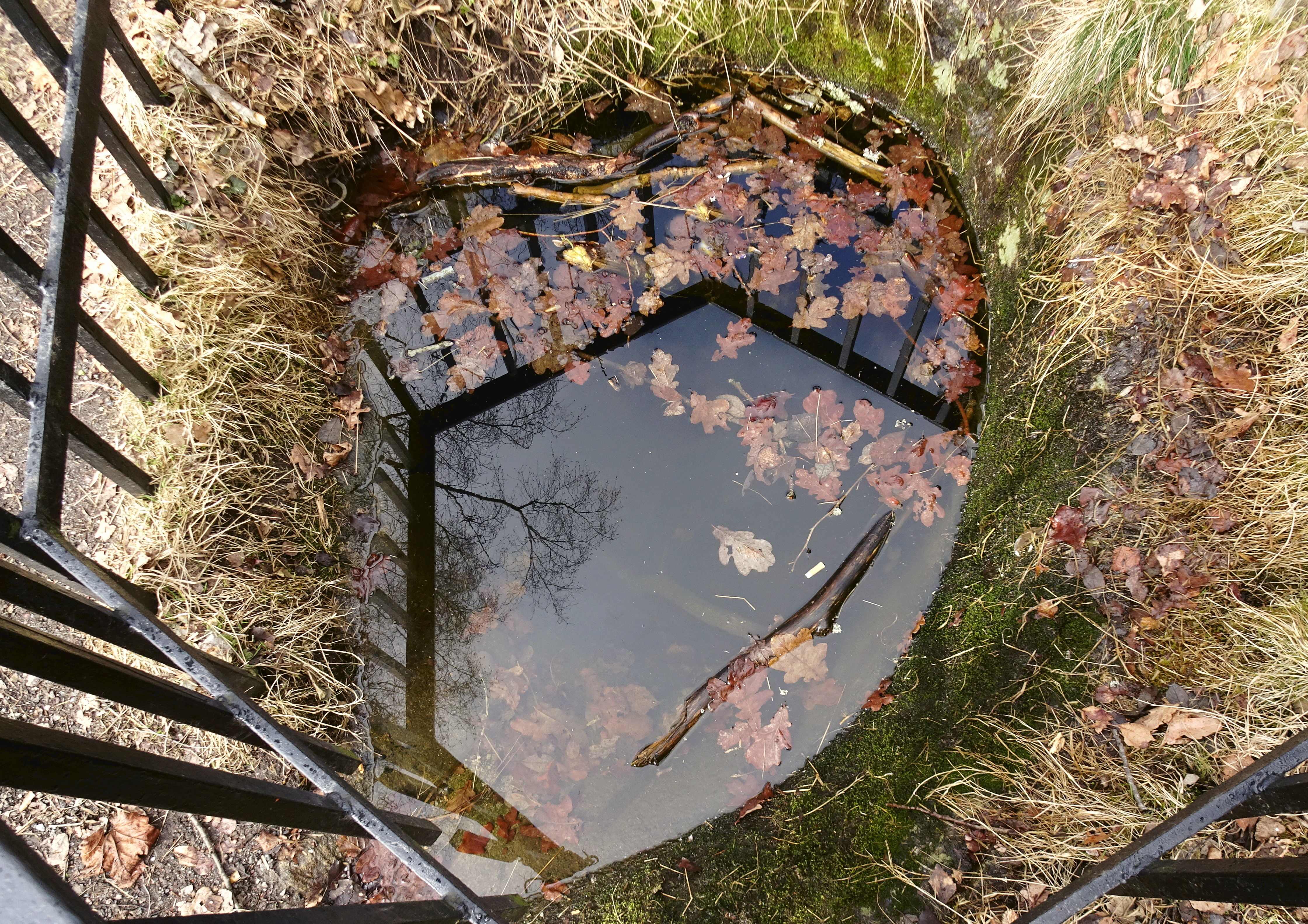
Skarpnäcks jättegryta
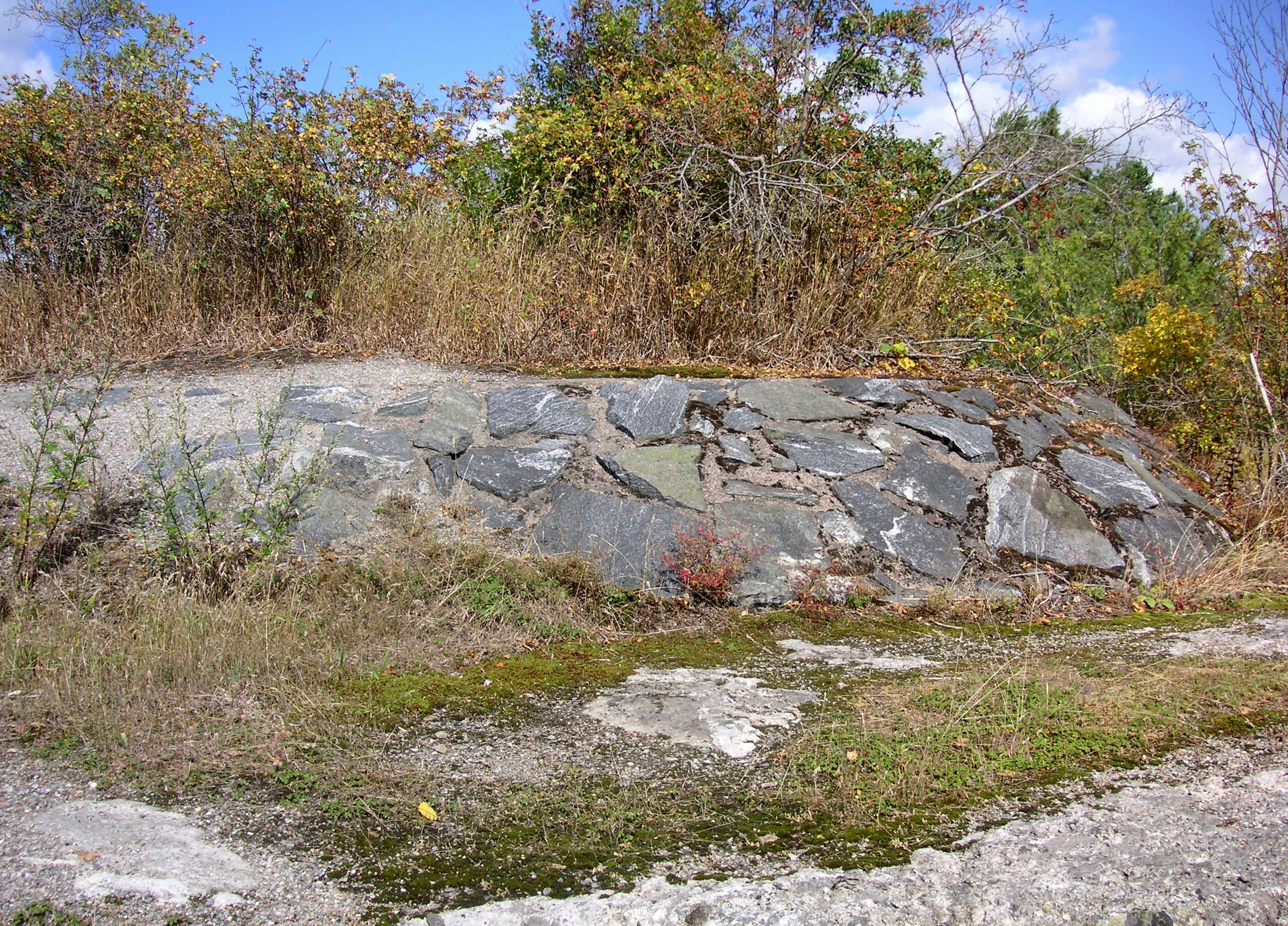
Igenväxt kulsprutevärn på Bergholmsberget

## Gatunamn och postort
Gator och torg har fått sina namn efter svenska vattendrag, bland annat Lagaplan och Lagavägen som fått namn efter Lagan och Emågatan efter Emån. Kvarter har fått namn efter ämbetsmannatitlar som roteman, proberare, fogde (t.ex. Rotemannen eller Stadsfogden) och senare kvarter byggda under 1960-talet efter ministerposter (t.ex. Utrikesministern eller Finansministern). Förutom proberare har bergshanteringen gett namn till gator som Bergsrådsvägen. Den längsta gatan är Rusthållarvägen som har sitt namn efter rusthållaren. Gatan sträcker sig genom södra delen av Bagarmossen. Längs den återfinns även stadsdelens två skolor. 
Stadsdelen hade från början postorten Johanneshov. 1993 genomfördes en uppdelning av Johanneshov och en ny postnummerserie, 128, infördes för Skarpnäck. Det bestämdes då att ge stadsdelen den helt egna postorten Bagarmossen, med postnummer i Skarpnäcks serie 128XX. Brevbärningen utgår från Skarpnäck.

## Demografi
Den 31 december 2022 hade stadsdelen 11 590 invånare, varav cirka 31% med utländsk bakgrund.

## Bagarmossen i film, litteratur och musik
Humorgruppen Lorry som existerade mellan 1989 och 1995 framförde i ett av sina program låten Sosse från Bagarmossen som är en omarbetning av låten Okie from Muskogee som skrevs av countryartisten Merle Haggard. Texten skildrar på ett humoristiskt vis Bagarmossen som en förort som domineras av arbetarklass och företrädesvis socialdemokratiska väljare.
I Bo Widerbergs film Mannen på taket från 1976 bor huvudkaraktären Martin Beck i Bagarmossen.
I låten "En fjärils vingslag" av rapgruppen Kartellen rappar gruppens frontman Sebastian Stakset tillsammans med rapparen Daniel Adams-Ray om sin svåra skoltid, präglad av mobbning och kränkningar på Brotorpsskolan i Bagarmossen.
Barnboken Ugglor i Bagarmossen av författaren Petrus Dahlin utspelas som namnet antyder i Bagarmossen och handlar om barnen Kalle Skavank och hans kusin Dilsa som tillsammans löser ett fall med en försvunnen värdefull bok stulen från biblioteket i Bagarmossen.
Indie-rock bandet Les Big Byrd släppte sin låt "Back to Bagarmossen" i maj 2014. Bandets frontman, Joakim Åhlund, växte upp i Bagarmossen.
Filmen Jönssonligan (2020) utspelar sig i Bagarmossen.